# Liste der Kulturdenkmale in Königstein (Sächsische Schweiz)

Stadtwappen der Stadt Königstein

Die Liste der Kulturdenkmale in Königstein (Sächsische Schweiz) enthält die Kulturdenkmale in der Stadt Königstein (Sächsische Schweiz) und in ihren Ortsteilen im sächsischen Landkreis Sächsische Schweiz-Osterzgebirge. Die Anmerkungen sind zu beachten.
Diese Liste ist eine Teilliste der Liste der Kulturdenkmale im Landkreis Sächsische Schweiz-Osterzgebirge.

Diese Liste ist eine Teilliste der Liste der Kulturdenkmale in Sachsen.

## Legende
- Bild: Bild des Kulturdenkmals, ggf. zusätzlich mit einem Link zu weiteren Fotos des Kulturdenkmals im Medienarchiv Wikimedia Commons. Wenn man auf das Kamerasymbol klickt, können Fotos zu Kulturdenkmalen aus dieser Liste hochgeladen werden:
- Bezeichnung: Denkmalgeschützte Objekte und ggf. Bauwerksname des Kulturdenkmals
- Lage: Straßenname und Hausnummer oder Flurstücknummer des Kulturdenkmals. Die Grundsortierung der Liste erfolgt nach dieser Adresse. Der Link (Karte) führt zu verschiedenen Kartendiensten mit der Position des Kulturdenkmals. Fehlt dieser Link, wurden die Koordinaten noch nicht eingetragen. Sind diese bekannt, können sie über ein Tool mit einer Kartenansicht einfach nachgetragen werden. In dieser Kartenansicht sind Kulturdenkmale ohne Koordinaten mit einem roten bzw. orangen Marker dargestellt und können durch Verschieben auf die richtige Position in der Karte mit Koordinaten versehen werden. Kulturdenkmale ohne Bild sind an einem blauen bzw. roten Marker erkennbar.
- Datierung: Baubeginn, Fertigstellung, Datum der Erstnennung oder grobe zeitliche Einordnung entsprechend des Eintrags in der sächsischen Denkmaldatenbank
- Beschreibung: Kurzcharakteristik des Kulturdenkmals entsprechend des Eintrags in der sächsischen Denkmaldatenbank, ggf. ergänzt durch die dort nur selten veröffentlichten Erfassungstexte oder zusätzliche Informationen
- ID: Vom Landesamt für Denkmalpflege Sachsen vergebene, das Kulturdenkmal eindeutig identifizierende Objekt-Nummer. Der Link führt zum PDF-Denkmaldokument des Landesamtes für Denkmalpflege Sachsen. Bei ehemaligen Kulturdenkmalen können die Objektnummern unbekannt sein und deshalb fehlen bzw. die Links von aus der Datenbank entfernten Objektnummern ins Leere führen. Ein ggf. vorhandenes Icon  führt zu den Angaben des Kulturdenkmals bei Wikidata.

## Königstein (Sächsische Schweiz)
| Bild                                    | Bezeichnung | Lage                               | Datierung                                                                         | Beschreibung | ID       |
| --------------------------------------- | --- | ---------------------------------- | --------------------------------------------------------------------------------- | --- | -------- |
|                                         | Denkmalschutzgebiet Königstein | (Karte)                            |                                                                                   | | 09300017 |
|                                         | Sandsteinweg hoch zum Quirl | (Karte)                            | bez. 1778 (am Fels am oberen Ende des Weges)                                      | militärgeschichtlich von Bedeutung. Unterschiedlich große, behauene Sandsteinkuben, mit Wasserableitungsstufen und Initialen U.R.B., am oberen Ende des Weges rechts im Fels Initiale H.T. und 1896, 2–2,50 m Breite, Länge ca. 200 m, vermutlich aus militärischen Gründen angelegt und als „Kanonenweg“ bezeichnet. | 09228385 |
|                                         | Viadukt und Damm mit Stützmauern der Eisenbahnstrecke Dresden–Schöna | (Karte)                            | 1850 Inbetriebnahme                                                               | baugeschichtlich, eisenbahngeschichtlich, ortsbildprägend und technikgeschichtlich von Bedeutung. | 09223017 |
|                                         | Wassertrog | (Karte)                            | um 1800                                                                           | kulturgeschichtlich von Bedeutung. Trog, ca. 1,10 m hoch, eine Ecke abgeschrägt, fünfeckig, behauen, Gefäßwände ca. 15 cm stark, Gefäßtiefe etwa 50 cm, vermutlich zum Tränken der Pferde. | 09228384 |
| Direkt Bild zu diesem Denkmal hochladen | Wegestein | (Karte)                            | wohl vor 1850                                                                     | verkehrsgeschichtlich von Bedeutung, 180 cm hoch, 31 cm breit, Kopf 14 cm, Sandstein. | 08951454 |
| Direkt Bild zu diesem Denkmal hochladen | Bogenbrücke über einen Zulauf des Waldbaches am Vogelstein | (Karte)                            | bez. 1828                                                                         | verkehrs- und technikgeschichtlich von Bedeutung. Einbogige Straßenbrücke aus Sandsteinquadern, Flügelwände entsprechend gestaltet, Sandsteinpfeiler des Brückengeländers teils erhalten, aufgrund mangelnder Pflege und Überlastung durch Forstfahrzeuge Rissbildung im Brückenbogen, dazu Wegbrechen der nordöstlichen Seitenwand sowie Schadhaftigkeit der Sohlmauerung. | 09304527 |
| Direkt Bild zu diesem Denkmal hochladen | Gedenkstein | (Karte)                            | bez. 1840                                                                         | zur Erinnerung an die Erlegung eines Hirschen durch den Bürgermeister Baer, ortsgeschichtlich von Bedeutung. | 09302463 |
| Direkt Bild zu diesem Denkmal hochladen | Historischer Treidelpfad | (Karte)                            | 18. Jh.                                                                           | vermutlich letztes entsprechendes Zeugnis der Technikgeschichte des sächsischen Elbraumes im Landkreis, technikgeschichtlich und verkehrsgeschichtlich von Bedeutung. Historischer Treidelpfad an der Elbe, ca. 900 m lang, mit Sandstein gepflastert, Breite 2,30 m bis 2,50 m, im östlichen Abschnitt im Abstand von je 100 m drei verankerte Eisenringe, Treidelpfad liegt im mittleren Teil auf der Gemarkung Prossen, Gemeinde Porschdorf, Flst. 7. | 09301678 |
| Weitere Bilder                          | Sachgesamtheit Festung Königstein mit Rayon mit Einzeldenkmalen, u. a. Torhaus, Kommandantenhaus, Georgenburg, Neues Zeughaus und Caponnierengang, Brunnenhaus, Magdalenenburg, St. Georgs-Kapelle, Alte Kaserne, Schatzhaus, Hauptwache sowie Gärten (Gartendenkmale) und der Festungsfriedhof als Sachgesamtheitsteil | Alte Festungsstraße - (Karte)      | 1207–1898                                                                         | Sachgesamtheit Festung Königstein mit Rayon mit folgenden Einzeldenkmalen: Torhaus, Kommandantenhaus, Georgenburg, Neues Zeughaus und Caponnierengang, Brunnenhaus, Magdalenenburg, St. Georgs-Kapelle, Alte Kaserne, Schatzhaus, Hauptwache, Kommandantenpferdestall, Mannschaftsbaracke, Kriegskaserne I-IV, Bäckereikasematte, Offizierskasino, Altes Zeughaus, Friedenslazarett, Artillerieschuppen, Pestkasematte, Kriegspulvermagazin, Schatzkasematte, Friedrichsburg, Geschossmagazin / Kriegspulvermagazin II, Parkzisterne, Kriegslazarett, Kaserne B / Verheiratetengebäude, Hungerturm/Rößchen, dazugehörend die fortifikatorischen Anlagen wie Rothe Brücke, Niedere (äußere) Werke, Hornravelin, Grabenschere mit Medusentor, Streichwehr, Festungswerk zur Verteidigung des Eingangs, Munitionsladesystem Batterie VII/VIII, Horn und Seigerturm, runde Beobachtungs- und Flankierungstürme, Batteriestellungen I-VI, ebenso die Pflasterung der Alten Festungsstraße und des Zugangsweges vom Horn bis zum Hornravelin sowie das König-Johann-Denkmal Nähe Friedrichsburg und auf dem Festungsfriedhof Reste der Einfriedung und Ruine einer Kapelle (Einzeldenkmalliste ID-Nr. 09223141), auf der Festung angelegte Gärten (Gartendenkmale) und der Festungsfriedhof (Ende 17. Jh., als Sachgesamtheitsteil): Anlage wurde nach 1945 verwüstet, ist nur noch in ihren Umrissen zu erahnen.                                                                                             | 09301198 |
| Weitere Bilder                          | Festung Königstein – Torhaus, Kommandantenhaus, Georgenburg, Neues Zeughaus und Caponnierengang, Brunnenhaus, Magdalenenburg, St. Georgs-Kapelle, dazugehörend die fortifikatorischen Anlagen (Einzeldenkmale zu ID-Nr. 09301198)                                                                                       | Alte Festungsstraße - (Karte)      | 13. Jh., 1241 urkundliche Erwähnung                                               | Einzeldenkmale der Sachgesamtheit Festung Königstein mit Rayon: Torhaus, Kommandantenhaus, Georgenburg, Neues Zeughaus und Caponnierengang, Brunnenhaus, Magdalenenburg, St. Georgs-Kapelle, Alte Kaserne, Schatzhaus, Hauptwache, Kommandantenpferdestall, Mannschaftsbaracke, Kriegskaserne I-IV, Bäckereikasematte, Offizierskasino, Altes Zeughaus, Friedenslazarett, Artillerieschuppen, Pestkasematte, Kriegspulvermagazin, Schatzkasematte, Friedrichsburg, Geschossmagazin/Kriegspulvermagazin II, Parkzisterne, Kriegslazarett, Kaserne B/ Verheiratetengebäude, Hungerturm/Rößchen, dazugehörend die fortifikatorischen Anlagen wie Rothe Brücke, Niedere (äußere) Werke, Hornravelin, Grabenschere mit Medusentor, Streichwehr, Festungswerk zur Verteidigung des Eingangs, Munitionsladesystem Batterie VII/VIII, Horn und Seigerturm, runde Beobachtungs- und Flankierungstürme, Batteriestellungen I-VI, ebenso die Pflasterung der Alten Festungsstraße und des Zugangsweges vom Horn bis zum Hornravelin sowie das König-Johann-Denkmal Nähe Friedrichsburg und auf dem Festungsfriedhof Reste der Einfriedung und Ruine einer Kapelle – Festung als stark befestigtes Gebäudeensemble auf dem Felsplateau des gleichnamigen Tafelberges, der Rayon (hier: Vorfeld der Festung) lässt sich als gestaltete Offenlandschaft von der anschließenden bewaldeten Umgebung deutlich abgrenzen, von geschichtlicher, künstlerischer, wissenschaftlicher und landschaftsgestaltender Bedeutung. | 09223141 |
| Direkt Bild zu diesem Denkmal hochladen | Wegestein | Am Königstein - (Karte)            | 2. Hälfte 19. Jh.                                                                 | verkehrsgeschichtlich von Bedeutung | 09304757 |
| Direkt Bild zu diesem Denkmal hochladen | Gasthaus (heute Wohnhaus) in offener Bebauung | Am Königstein 3 (Karte)            | Ende 19. Jh.                                                                      | Festungszusammenhang, ortsgeschichtlich von Bedeutung | 09222968 |
| Direkt Bild zu diesem Denkmal hochladen | Palmschänke – Landgasthof in offener Bebauung | Am Latz 2 (Karte)                  | um 1900                                                                           | Palmschänke – baugeschichtlich und ortsgeschichtlich von Bedeutung, winkliger Bau, zum Teil Fachwerk, Um- und Anbauten. | 09223097 |
|                                         | Wohnhaus mit Korbbogentür | Amtsgasse 2 (Karte)                | Anfang 19. Jh.                                                                    | baugeschichtlich und städtebaulich von Bedeutung, Mansarddach. | 09222925 |
| Weitere Bilder                          | Wohnhaus (Nr. 4), daneben Wohnhaus mit rückseitigem Klinkeranbau (Nr. 6) | Amtsgasse 4; 6 (Karte)             | 1. Hälfte 19. Jh.                                                                 | baugeschichtlich und städtebaulich von Bedeutung | 09222924 |
|                                         | Wohnhaus mit Korbbogentür | Amtsgasse 10 (Karte)               | um 1800                                                                           | baugeschichtlich und städtebaulich von Bedeutung, Mansarddach. | 09222923 |
| Weitere Bilder                          | Wohnhaus in Ecklage mit Putzgliederung | Amtsgasse 12 (Karte)               | Mitte 19. Jh.                                                                     | baugeschichtlich und straßenbildprägend von Bedeutung | 09222922 |
| Weitere Bilder                          | Wohnhaus in Ecklage mit Korbbogentür | Amtsgasse 14 (Karte)               | Kern wohl 18. Jh.                                                                 | baugeschichtlich von Bedeutung | 09222921 |
| Weitere Bilder                          | Wohnhaus in halboffener Bebauung | Amtsgasse 16 (Karte)               | Kern wohl 18. Jh.                                                                 | mit jüngerem Ladeneinbau, baugeschichtlich und straßenbildprägend von Bedeutung, Mansarddach. | 09222920 |
|                                         | Seitengebäude | Amtsgasse 16a (Karte)              | nach 1800                                                                         | mit klassizistischen Einflüssen, baugeschichtlich von Bedeutung | 08951448 |
|                                         | Wandhaken für Fahrdrahtaufhängung der Bielatal-Motorbahn | Bahnhofstraße - (Karte)            | 1901                                                                              | Gleislose Bielathal-Motorbahn mit elektrischer Oberleitung (Oberleitungsbus) – verkehrsgeschichtlich von Bedeutung, vgl. auch Bielatalstraße und Schandauer Straße. | 09223062 |
|                                         | Mietshaus | Bahnhofstraße 1 (Karte)            | um 1900                                                                           | mit jüngerem Ladeneinbau, Kopfbau, baugeschichtlich und städtebaulich von Bedeutung. | 09222932 |
|                                         | Mietshaus in halboffener Bebauung | Bahnhofstraße 5 (Karte)            | um 1900                                                                           | Klinkerbau, baugeschichtlich und städtebaulich von Bedeutung | 09222933 |
|                                         | Mietshaus in geschlossener Bebauung | Bahnhofstraße 7 (Karte)            | bez. 1891                                                                         | baugeschichtlich und städtebaulich von Bedeutung, über Portal Inschrifttafel: „18 H H 91“. | 09222934 |
|                                         | Mietshaus in geschlossener Bebauung | Bahnhofstraße 9 (Karte)            | 1890er Jahre                                                                      | baugeschichtlich und städtebaulich von Bedeutung | 09222935 |
|                                         | Mietshaus in halboffener Bebauung | Bahnhofstraße 11 (Karte)           | 1890er Jahre                                                                      | mit Ladeneinbau, baugeschichtlich und städtebaulich von Bedeutung | 09222936 |
|                                         | Mietshaus in halboffener Bebauung | Bahnhofstraße 13 (Karte)           | 1890er Jahre                                                                      | mit Eckerker und Ladeneinbau, baugeschichtlich und städtebaulich von Bedeutung | 09222937 |
|                                         | Mietshaus in geschlossener Bebauung | Bahnhofstraße 15 (Karte)           | 1890er Jahre                                                                      | mit originaler Ladenfront, baugeschichtlich und städtebaulich von Bedeutung | 09222938 |
|                                         | Mietshaus in Ecklage | Bahnhofstraße 17 (Karte)           | bez. 1892                                                                         | mit originaler Ladenfront, baugeschichtlich und städtebaulich von Bedeutung | 09222939 |
|                                         | Bahnhof Königstein – Empfangsgebäude sowie Bahnsteigüberdachung | Bahnhofstraße 19 (Karte)           | 1870er Jahre (Empfangsgebäude)                                                    | Empfangsgebäude sowie Bahnsteigüberdachung, Unterführung (Fliesenboden) und Überdachungen der Auf-/Abgänge zu den Bahnsteigen – eisenbahngeschichtlich und technikgeschichtlich von Bedeutung | 09222940 |
|                                         | Postamt | Bahnhofstraße 32 (Karte)           | 1890/1899                                                                         | Postgebäude in offener Bebauung – baugeschichtlich und ortsgeschichtlich von Bedeutung. Reich gegliederter Sandsteinquaderbau, schöne Fassadengliederung (mit Konsolen und Fensterverdachungen), an der Fassade Fahrdrahtaufhängung der gleislosen elektrischen Bielatal-Motorbahn (1901). | 09222947 |
|                                         | Wandhaken für Fahrdrahtaufhängung der Bielatal-Motorbahn | Bielatalstraße - (Karte)           | 1901                                                                              | Bielatal-Motorbahn (Oberleitungsbus) – verkehrsgeschichtlich von Bedeutung (vgl. auch ID-Nr. 09222871, Bielatalstraße 17) sowie Bahnhof- und Schandauer Straße. | 09223064 |
| Weitere Bilder                          | Straßenbrücke über die Biela, auf dem Geländer Barometer und Thermometer | Bielatalstraße - (Karte)           | 2. H. 19. Jh.                                                                     | verkehrsgeschichtlich und technikgeschichtlich von Bedeutung, zwei Sandsteinbögen, auf dem Geländer Barometer und Thermometer. | 09222862 |
| Weitere Bilder                          | Straßenbrücke über die Biela | Bielatalstraße - (Karte)           | 19. Jh.                                                                           | verkehrsgeschichtlich und technikgeschichtlich von Bedeutung, drei Sandsteinbögen mit Brüstung, bezeichnet mit Königskrone. | 09222965 |
|                                         | Alte Posthalterei | Bielatalstraße 2 (Karte)           | Mitte 19. Jh.                                                                     | baugeschichtlich und ortsgeschichtlich von Bedeutung. Langgestreckter, dreigeschossiger Putzbau (Kopfbau), über Portal kursächsisches Wappen. | 09223002 |
|                                         | Sparkasse | Bielatalstraße 4 (Karte)           | 1920er Jahre                                                                      | Sparkassengebäude – im Heimatstil, baugeschichtlich und straßenbildprägend von Bedeutung, mit rundem Erker und Durchgang. | 09222865 |
|                                         | Mietshaus in geschlossener Bebauung | Bielatalstraße 5 (Karte)           | 3. Viertel 19. Jh.                                                                | mit Ladeneinbau, baugeschichtlich und städtebaulich von Bedeutung | 09222874 |
|                                         | Wohnhaus in offener Bebauung | Bielatalstraße 6 (Karte)           | Ende 19. Jh.                                                                      | Kopfbau mit originalen Ladenfronten, baugeschichtlich und städtebaulich von Bedeutung | 09223003 |
|                                         | Mietshaus in geschlossener Bebauung | Bielatalstraße 7 (Karte)           | 3. Viertel 19. Jh.                                                                | mit Ladeneinbau, baugeschichtlich und städtebaulich von Bedeutung | 09222873 |
|                                         | Mietshaus in geschlossener Bebauung | Bielatalstraße 9 (Karte)           | 3. Viertel 19. Jh.                                                                | mit Ladeneinbau, baugeschichtlich und städtebaulich von Bedeutung | 09222872 |
| Weitere Bilder                          | Mietshaus in geschlossener Bebauung | Bielatalstraße 17 (Karte)          | 1890er Jahre                                                                      | mit Ladeneinbau, baugeschichtlich und städtebaulich von Bedeutung, an Fassade Wandhaken für Fahrdrahtaufhängung der Bielatal-Motorbahn (Oberleitungsbus) (vgl. auch ID-Nr. 09223064). | 09222871 |
| Weitere Bilder                          | Wohnhaus in offener Bebauung mit Einfriedung | Bielatalstraße 18 (Karte)          | 3. Viertel 19. Jh.                                                                | baugeschichtlich von Bedeutung, Pilastergliederung im Mittelteil. | 09222867 |
| Weitere Bilder                          | Ehem. Hotel „Sachsenhof“ | Bielatalstraße 21; 23 (Karte)      | 1683 Dendro (Kernbau)                                                             | Hotelbau in halboffener Bebauung – mit Vorbau und Sitznischenportal, baugeschichtlich, hausgeschichtlich und ortsgeschichtlich von Bedeutung, rechter Gebäudeteil mit vermauerten Sandstein-Fenstergewänden (16./17. Jh.). | 09222870 |
|                                         | Altes Rathaus; jetzt Wohnhaus | Bielatalstraße 27 (Karte)          | bez. 1689 (Portal)                                                                | Wohnhaus in halboffener Bebauung – mit Ladeneinbau, baugeschichtlich, ortsgeschichtlich und straßenbildprägend von Bedeutung. Im Hinterhof Rundbogenportal im Felsen als Kellerzugang, im Schlussstein bezeichnet. | 09222869 |
| Direkt Bild zu diesem Denkmal hochladen | Wohnhaus in halboffener Bebauung, Hochwassermarke und Sandsteintreppe am Haus | Bielatalstraße 33 (Karte)          | bez. 1786                                                                         | baugeschichtlich von Bedeutung. Gebäude auf hohem Sockel, Korbbogentür 2x bezeichnet, Kellergewölbe. | 09222868 |
| Weitere Bilder                          | Katholische Pfarrei Königstein | Bielatalstraße 36 (Karte)          | Ende 19. Jh.                                                                      | Pfarramt in offener Bebauung – baugeschichtlich und ortsgeschichtlich von Bedeutung, großes Wohnhaus mit Holzwintergarten und Balkon. | 09222967 |
| Weitere Bilder                          | Katholische Pfarrkirche St. Maria Immaculata | Bielatalstraße 38 (Karte)          | 1910–1911                                                                         | baugeschichtlich und ortsgeschichtlich von Bedeutung. Saalkirche, Sandsteinquaderbau mit polygonal ummantelter Apsis und Westturm. | 09222966 |
|                                         | Schwenkehaus; Schwenkehof | Bielatalstraße 58; 58a (Karte)     | 1737 Dendro                                                                       | Wohnhaus mit Nebengebäude und Pflasterung im Hof – Wohnhaus Obergeschoss Fachwerk, baugeschichtlich und straßenbildprägend von Bedeutung, steiles Krüppelwalmdach mit drei Reihen Fledermausgaupen, ohne Hinterhaus und Anbau. | 09222973 |
| Direkt Bild zu diesem Denkmal hochladen | Wohnhaus | Bielatalstraße 59 (Karte)          | um 1800                                                                           | Obergeschoss Fachwerk, Giebel verbrettert, baugeschichtlich von Bedeutung | 09223001 |
|                                         | Wohnhaus und Rückgebäude | Bielatalstraße 67; 69 (Karte)      | Mitte 19. Jh.                                                                     | baugeschichtlich von Bedeutung. Zweigeschossiger Putzbau mit Krüppelwalmdach. | 09222969 |
|                                         | Wohnhaus | Bielatalstraße 71 (Karte)          | um 1800, z. T. verändert                                                          | Obergeschoss Fachwerk, verbrettert, baugeschichtlich von Bedeutung | 09222970 |
|                                         | Wohnhaus in offener Bebauung, mit zwei Rückgebäuden, Stützmauer und Einfriedung | Bielatalstraße 72 (Karte)          | bez. 1852                                                                         | ortsgeschichtlich von Bedeutung. Putzbau mit Satteldach, Türgewände bez: „Gott sei und bleibe bei uns. Erbaut im Jahre 1852. Friedrich Traugott Hencke“. Geburtshaus Fritz von Bose (1865–1945) hier oder Dresdner Str. 11 (mit Tafel). | 09222974 |
|                                         | Reicheltmühle; Maukischmühle; Breydingmühle | Bielatalstraße 73a (Karte)         | bez. 1786                                                                         | Getreidemühle mit Mühlgebäude (im Schlussstein bez.), sog. Gesindehaus, Wohnhaus des Müllers, Verbindungsgang zwischen Gesindehaus und Müllerwohnhaus sowie alte Pflasterung im Hof – Gesindehaus Obergeschoss Fachwerk, verbrettert, baugeschichtlich und ortsgeschichtlich von Bedeutung. Schlussstein mit Müllerwappen, bezeichnet 1786 am nordöstlich gelegenen Mühlengebäude. | 09222972 |
|                                         | Spritzenhaus | Bielatalstraße 74 (Karte)          | 1871                                                                              | ortsgeschichtlich von Bedeutung. Kleiner frei stehender Sandsteinquaderbau, im Schlussstein Hüttener Wappen und Inschrift: „Auxilio Dei“ (Mit Gottes Hilfe) sowie Palme, in den Hang gebaut, verputzt, mit Satteldach. | 09222975 |
|                                         | Straßenbrücke über die Biela | Bielatalstraße 75 (bei) (Karte)    | 19. Jh.                                                                           | verkehrsgeschichtlich von Bedeutung, Sandsteinbogen | 09222982 |
|                                         | Hamischmühle; Zeibigmühle | Bielatalstraße 75; 75a (Karte)     | im Kern 18. Jh. (Auskunft)                                                        | Getreidemühle mit Mühlengebäude aus zwei Bauteilen, angebautem eingeschossigem Torhaus, Wohn- und Kontorgebäude, z. T. mit originaler Ausstattung und rückwärtigem Kesselhaus mit Esse, im Mühlengebäude Reste der Mühlentechnik noch vorhanden (siehe auch Villa Zeibig, Bielatalstraße 92) – baugeschichtlich, ortsgeschichtlich und technikgeschichtlich von Bedeutung. Mühlengebäude: östlicher Trakt: viergeschossiger Putzbau mit Putzbänderung an den beiden unteren Geschossen, kleine gekuppelte Fenster oben, Mühlengebäude, westlicher Trakt: fünfgeschossiger Putzbau mit gekuppelten Rundbogenfenstern und Drillingsfenstern im obersten Geschoss. Torhaus: eingeschossiger Vorbau mit übergiebeltem Rundbogenportal und Walmdach, Wohn- und Kontorgebäude (bzw. Müllerwohnhaus): zweigeschossiger Putzbau mit Satteldach und originalem Treppenhaus mit Stuckspiegeln, Pilaster mit eingelegtem Marmor und schönen feinen Kapitellen, Remise gegenüber der Mühle wurde als Speicher genutzt, zum Teil noch erhaltene Technik: Antriebsmotor (ca. 30 kW), etwa 1930, Haupttransmission vom Kesselhaus zur Mühle, Reste der Transmissionen, Lokomobile vom ehemaligen Kesselhaus bereits verschrottet. | 09222979 |
|                                         | Ehem. Gasthof „Zum Hirsch“ | Bielatalstraße 81 (Karte)          | 2. Hälfte 19. Jh.                                                                 | ortsgeschichtlich von Bedeutung. Winkelbau, mit Balkon am Giebel sowie sparsamer Putzornamentik. | 09222986 |
|                                         | Wohnhaus | Bielatalstraße 83 (Karte)          | Anfang 19. Jh.                                                                    | Obergeschoss Fachwerk verbrettert, baugeschichtlich und sozialgeschichtlich von Bedeutung. | 09222987 |
|                                         | Wohnhaus und Seitengebäude eines Bauernhofes | Bielatalstraße 88 (Karte)          | 18. Jh.                                                                           | Wohnhaus Obergeschoss Fachwerk verbrettert, Seitengebäude Sandsteinquaderbau, baugeschichtlich und sozialgeschichtlich von Bedeutung. | 09222977 |
|                                         | Ehem. Gaststätte zum Bielatal | Bielatalstraße 90 (Karte)          | 3. Viertel 19. Jh.                                                                | Längsbau mit vorgezogenem Mittelteil und reich gegliederter Fassade, ortsgeschichtlich und straßenbildprägend von Bedeutung, vorgezogener Mittelteil (mit Giebel und Rundbogenfenstern): Festsaal, Satteldach. | 09222978 |
| Weitere Bilder                          | Papierfabrik mit Produktionsgebäude und ehemaligen Papiersaal, Wohn-Verwaltungsgebäude, Eingangskomplex sowie Transformatorenhäuschen und Wehr | Bielatalstraße 91; 93 (Karte)      | 4. Viertel 19. Jh. (Fabrikgebäude)                                                | Papierfabrik mit Produktionsgebäude an der Bielatalstraße und nördlich anschließendem ehemaligen Papiersaal (beide Nr. 93), dem Wohn-Verwaltungsgebäude mit reicher Ausstattung (Nr. 91), dem Eingangskomplex (darin ehemalige Tischlerei) sowie dem Transformatorenhäuschen (andere Straßenseite) und dem sich südlich der Anlage befindlichen Wehr – Ensemble von ortsgeschichtlicher, technikgeschichtlicher sowie städtebaulicher Bedeutung. | 09223018 |
|                                         | Villa Zeibig mit Treppenaufgang | Bielatalstraße 92 (Karte)          | 3. Viertel 19. Jh.                                                                | Fabrikantenvilla zur Zeibigmühle mit Treppenaufgang, Remisengebäude (siehe auch ID-Nr. 09222979 – Zeibigmühle, Bielatalstraße 75, 75a) und Garten (Gartendenkmal) mit Stützmauer im Norden und Einfriedungsmauer im Süden – baugeschichtlich und gartenkünstlerisch von Bedeutung. | 09222981 |
|                                         | Schinke-Mühle | Bielatalstraße 96 (Karte)          | 1920er Jahre                                                                      | Wohnhaus, zwei Nebengebäude der ehem. Sägemühle, zwei Torpfeiler und Hofpflaster – ortsgeschichtlich und wirtschaftsgeschichtlich von Bedeutung. Wohnhaus: zweigeschossig, zum Teil Obergeschoss verbrettert, Satteldach mit Fledermausgaupen, zwei Nebengebäude: Klinkerbau mit Segmentbogenöffnungen und Satteldach, das andere mit verbrettertem Obergeschoss und z. T. unleserlicher Inschrift. | 09222984 |
|                                         | Villa Austria, jetzt Wohnhaus | Bielatalstraße 99 (Karte)          | 4. Viertel 19. Jh.                                                                | Wohnhaus in offener Bebauung – baugeschichtlich und straßenbildprägend von Bedeutung, mit aufwendiger Fassadengestaltung (Stuckornamentik, Fensterverdachungen). | 09222991 |
|                                         | Wohnhaus (zur Schinke-Mühle gehörig) | Bielatalstraße 100 (Karte)         | Ende 18. Jh.                                                                      | baugeschichtlich und sozialgeschichtlich von Bedeutung. Schleppdach, Giebel verbrettert. | 09222985 |
|                                         | Hösch-Villa | Bielatalstraße 112 (Karte)         | um 1900                                                                           | Fabrikantenwohnhaus des Papierfabrikbesitzers Hösch – mit Schmuckfachwerk und Türmchen auf dem Dach mit Schmuckfachwerk und Türmchen auf dem Dach. | 09222988 |
|                                         | Bad Königsbrunn – ehem. Kaltwasserheilanstalt | Bielatalstraße 116; 116a-d (Karte) | 1847                                                                              | Kaltwasserheilanstalt, mit Terrasse, doppelläufigem Treppenaufgang und Terrassenstützmauer – erhöht liegend, ortsgeschichtlich und straßenbildprägend von Bedeutung. Langgestreckter dreigeschossiger Putzbau, viergeschossiger Eckpavillon, Inschrift: „Ineuntibus . pes Salus exeuntibus!“ (Hineingehen – mit gesunden Füßen herauskommen!), ohne modernen Anbau. | 09222989 |
|                                         | Gedenkstein Dr. Julius Putzar | Bielatalstraße 118 (bei) (Karte)   | bez. 1863                                                                         | Gedenkstein für Julius Putzar, Begründer der Kaltwasserheilanstalt, mit Bronze-Portraitmedaillon – ortsgeschichtlich von Bedeutung. Dr. Julius Putzar, Begründer der Kaltwasserheilanstalt. | 09223080 |
| Direkt Bild zu diesem Denkmal hochladen | Wohnstallhaus | Camillo-Schumann-Straße 4 (Karte)  | bez. 1773                                                                         | Obergeschoss Fachwerk, Giebelseite verbrettert, baugeschichtlich von Bedeutung. Fachwerk aufgebrettert, im Schlussstein der Korbbogentür bezeichnet. | 09222950 |
| Direkt Bild zu diesem Denkmal hochladen | Ländliches Wohnhaus (Obergeschoss Fachwerk) in Hanglage | Cunnersdorfer Straße 2 (Karte)     | Um 1800                                                                           | Baugeschichtlich von Bedeutung | 09223000 |
|                                         | Wohnhaus mit Stützmauer | Cunnersdorfer Straße 4 (Karte)     | um 1700                                                                           | Obergeschoss Fachwerk, verputzt in Hanglage, baugeschichtlich von Bedeutung | 09222999 |
|                                         | Wohnhaus | Cunnersdorfer Straße 5 (Karte)     | um 1700                                                                           | Obergeschoss Fachwerk, baugeschichtlich von Bedeutung | 09300149 |
| Weitere Bilder                          | Apostolische Kirche | Cunnersdorfer Straße 11 (Karte)    | wohl 1950er Jahre                                                                 | erhöht liegend, baugeschichtlich und ortsgeschichtlich von Bedeutung. Langgestreckter Putzbau mit Empore und Westbau, mit Satteldach. | 09222997 |
|                                         | Wohnhaus in halboffener Bebauung | Dresdner Straße 1 (Karte)          | bez. 1850                                                                         | baugeschichtlich und platzbildprägend von Bedeutung, über der Tür bezeichnet, mit Balkon und Laden. | 09222860 |
|                                         | Wohnhaus in halboffener Bebauung mit Rückgebäude | Dresdner Straße 3 (Karte)          | 1. H. 19. Jh.                                                                     | baugeschichtlich und platzbildprägend von Bedeutung, mit Balkon und Laden. | 09222861 |
|                                         | Wohnhaus in offener Bebauung | Dresdner Straße 4 (Karte)          | bez. 1844 (über der Tür)                                                          | baugeschichtlich von Bedeutung, spätklassizistischer Baukörper mit Walmdach. | 09222908 |
|                                         | Wohnhaus in offener Bebauung | Dresdner Straße 8 (Karte)          | Mitte 19. Jh.                                                                     | mit reicher Stuckornamentik, baugeschichtlich und straßenbildprägend von Bedeutung. Spätklassizistischer Baukörper, Walmdach, feine Ornamentik. | 09222905 |
|                                         | Ehem. Amtsgericht (jetzt Wohnhaus) | Dresdner Straße 9 (Karte)          | bez. 1892–1893                                                                    | Ehem. Amtsgericht mit Einfriedung und kleiner Lindenallee (Gartendenkmal), erbaut von Edmund Waldow, daneben Gedenkstele OdF, Denkmal für Gefallene des Ersten und Zweiten Weltkriegs – repräsentatives, frei stehendes Gerichtsgebäude, baugeschichtlich und ortsgeschichtlich von Bedeutung. Gedenkstele OdF: vier Sandsteinblöcke mit Treppenanlage, Einfriedung: westlich an das Gebäude anschließend, Zaun mit gusseisernem Ziergitter und Sockel sowie Zaunpfosten aus Sandstein (Nebenanlage), Erschließung: gerader Weg auf Haupteingang zu, wassergebundene Decke, zu beiden Seiten Sandsteinrinnen, geschnittene Lindenallee, gegenständig, Gelände fällt leicht von Süd nach Nord, Blickbeziehung zur anderen Elbseite. | 09222910 |
| Weitere Bilder                          | Kriegerdenkmal für die Gefallenen des Ersten Weltkrieges | Dresdner Straße 9, 9 (vor) (Karte) | 1920er Jahre                                                                      | Sandsteinblock mit Eisernem Kreuz, dazu Inschrift „Gedenket unser“ und Namensliste, ortsgeschichtlich von Bedeutung. Versetzt von der Hainstraße zur Dresdner Str. 9. | 09223085 |
|                                         | Altes Gefängnis | Dresdner Straße 9a (Karte)         | 1892                                                                              | Wohnhaus in offener Bebauung mit Einfriedung und Torpfeilern – ehemaliges Gefängnis, Klinkerbau, baugeschichtlich und ortsgeschichtlich von Bedeutung, | 09222909 |
|                                         | Elbvilla | Dresdner Straße 10 (Karte)         | 1902 lt. Auskunft                                                                 | Wohnhaus, Nebengebäude, Stützmauern, Villengarten und Einfriedung – villenartiges Wohnhaus in Hanglage, baugeschichtlich und baukünstlerisch von Bedeutung. Wohnhaus: mit Erker und Schmuckfachwerk. | 09222904 |
|                                         | Wohnhaus (mit Erinnerungstafel) in offener Bebauung und Hanglage | Dresdner Straße 11 (Karte)         | um 1860; später überformt                                                         | Geburtshaus des Musikers Fritz von Bose, ortsgeschichtlich von Bedeutung. Inschrift: „Geburtshaus des Komponisten, Pianisten und Musikpädagogen Fritz von Bose 1865–1945“. | 09222907 |
|                                         | Wohnhaus in offener Bebauung und in Hanglage | Dresdner Straße 13 (Karte)         | um 1905                                                                           | baugeschichtlich und straßenbildprägend von Bedeutung, reiche Dachlandschaft, mit Schmuckfachwerk, Holzbalkons u. a. | 09222906 |
|                                         | Brunnen mit figürlichem Wasserspeier | Dresdner Straße 13 (bei) (Karte)   | um 1900                                                                           | kulturgeschichtlich von Bedeutung. Flache, rechteckige Schale mit halbrundem Aufsatz (alles Sandstein), dazu Metallkopf (Bronze?) als Wasserspeier. | 09223081 |
| Direkt Bild zu diesem Denkmal hochladen | Wohnstallhaus und Scheune eines Bauernhofes | Ebenheit 3 (Karte)                 | bez. 1747                                                                         | Wohnstallhaus Obergeschoss Fachwerk, Scheune verbrettert, baugeschichtlich und wirtschaftsgeschichtlich von Bedeutung, mit barocker Korbbogentür, im Schlussstein bezeichnet. | 09223022 |
| Direkt Bild zu diesem Denkmal hochladen | Hauptgebäude des Landgasthofes | Ebenheit 7a (Karte)                | Ende 19. Jh.                                                                      | Obergeschoss Fachwerk, baugeschichtlich und ortsgeschichtlich von Bedeutung | 09223024 |
| Direkt Bild zu diesem Denkmal hochladen | Wohnstallhaus | Ebenheit 8 (Karte)                 | im Inneren bez. 1686                                                              | Obergeschoss Fachwerk verbrettert, baugeschichtlich und hausgeschichtlich von Bedeutung | 09223026 |
| Direkt Bild zu diesem Denkmal hochladen | Bauernhof (Dreiseithof) mit Wohnstallhaus und winkelförmigem Nebengebäude | Ebenheit 9 (Karte)                 | bez. 1824                                                                         | Bauernhof (Dreiseithof) mit Wohnstallhaus und winkelförmigem Nebengebäude (u. a. Scheune) sowie alter Pflasterung im Hof – baugeschichtlich und wirtschaftsgeschichtlich von Bedeutung. Wohnstallhaus (Obergeschoss Fachwerk, mit drei Korbbogentüren, eine im Schlussstein bezeichnet). | 09223025 |
|                                         | Wohnhaus (Umgebinde) | Ebenheit 9 (zu) (Karte)            | Ende 18. Jh.                                                                      | Obergeschoss Fachwerk, baugeschichtlich von Bedeutung | 09223027 |
| Direkt Bild zu diesem Denkmal hochladen | Johanneshof | Ebenheit 10 (Karte)                | bez. 1855                                                                         | Wohnstallhaus und zwei Seitengebäude eines Vierseithofes – Wohnstallhaus Obergeschoss Fachwerk, über Türsturz bezeichnet, baugeschichtlich und ortsgeschichtlich von Bedeutung. | 09223028 |
| Direkt Bild zu diesem Denkmal hochladen | Wohnstallhaus | Ebenheit 11 (Karte)                | um 1800                                                                           | Obergeschoss Fachwerk, baugeschichtlich und sozialgeschichtlich von Bedeutung | 09223031 |
| Direkt Bild zu diesem Denkmal hochladen | Bauernhof mit Wohnstallhaus und Seitengebäude | Ebenheit 12 (Karte)                | um 1800                                                                           | Wohnstallhaus Obergeschoss Fachwerk, verbrettert, baugeschichtlich und wirtschaftsgeschichtlich von Bedeutung. | 09223030 |
| Direkt Bild zu diesem Denkmal hochladen | Bauernhof mit Wohnstallhaus, Scheune und Seitengebäude | Ebenheit 13; 14 (Karte)            | um 1800                                                                           | Bauernhof mit Wohnstallhaus (Nr. 13), Scheune, Seitengebäude (verbrettert) und ehem. Schweinestall (jetzt Wohnhaus, Nr. 14) – Wohnstallhaus Obergeschoss Fachwerk, verbrettert, baugeschichtlich und wirtschaftsgeschichtlich von Bedeutung. | 09223029 |
|                                         | Wohnhaus in offener Bebauung und Hanglage | Elbhäuserweg 1 (Karte)             | um 1900                                                                           | baugeschichtlich von Bedeutung. Fassade mit Putzgliederung, alte Fenster. | 09222903 |
|                                         | Wohnhaus mit Freitreppe | Elbhäuserweg 2 (Karte)             | bez. 1847                                                                         | Obergeschoss Fachwerk, baugeschichtlich von Bedeutung | 09222902 |
|                                         | Wohnhaus | Elbhäuserweg 3 (Karte)             | Mitte 19. Jh.                                                                     | in Hanglage, baugeschichtlich von Bedeutung, Putzbau mit Krüppelwalmdach. | 09222901 |
|                                         | Wohnhaus in Hanglage | Elbhäuserweg 4 (Karte)             | 1. Hälfte 19. Jh.                                                                 | Obergeschoss Fachwerk, baugeschichtlich von Bedeutung, Krüppelwalmdach mit Fledermausgaupen. | 09222900 |
| Direkt Bild zu diesem Denkmal hochladen | Wohnhaus und Nebengebäude | Elbhäuserweg 20 (Karte)            | Mitte 19. Jh.                                                                     | Wohnhaus Obergeschoss Fachwerk, baugeschichtlich von Bedeutung. Ehem. Bauernhof mit Landgasthof (Auskunft), Nebengebäude ohne Rückgebäude (über der Tür bezeichnet) mit tonnengewölbtem Keller. | 09223004 |
| Direkt Bild zu diesem Denkmal hochladen | Wohnhaus in offener Bebauung | Elbhäuserweg 22 (Karte)            | 1900/1905                                                                         | mit Schmuckfachwerk und Holzanbauten, baugeschichtlich von Bedeutung | 09223005 |
| Direkt Bild zu diesem Denkmal hochladen | Ehem. Ziegelscheune | Elbhäuserweg 25 (Karte)            | Ende 18. Jh.                                                                      | Wohnhaus in offener Bebauung – Zusammenhang mit dem ehem. Ziegeleigut, mit hohem Mansarddach und Korbbogentür, baugeschichtlich und wirtschaftsgeschichtlich von Bedeutung. Zweigeschossiger Putzbau mit Mansarddach und Fledermausgaupen. | 09223077 |
| Direkt Bild zu diesem Denkmal hochladen | Sandsteinbank | Goethestraße - (Karte)             | 1932                                                                              | in der Rücklehne Inschrifttafel: »Dem Andenken Albert Hörigs Geb. V.f.d. Sächs. Schweiz Ortsgruppe Königstein«, ortsgeschichtlich von Bedeutung. | 09223098 |
| Weitere Bilder                          | Sachgesamtheit Friedhof Königstein mit den Einzeldenkmalen: Friedhofskapelle, Aufbahrungshalle, Grufthaus der Familie Schumann an der bergseitigen Mauer, zwei Grabmale, Stützmauern innerhalb des Friedhofs und Einfriedungsmauer sowie Friedhofsgestaltung (Gartendenkmal)                                            | Goethestraße - (Karte)             | 19. Jh.                                                                           | Sachgesamtheit Friedhof Königstein, bestehend aus folgenden Einzeldenkmalen: Friedhofskapelle, Aufbahrungshalle, Grufthaus der Familie Schumann an der bergseitigen Mauer, zwei Grabmale, Stützmauern innerhalb des Friedhofs und Einfriedungsmauer (Einzeldenkmale ID-Nr. 09222858) sowie Friedhofsgestaltung (Gartendenkmal) durch zwei parallel zur Einfriedungsmauer verlaufende Lindenreihen – ortsgeschichtlich und landschaftsgestaltend von Bedeutung. Anmerkung: der westliche Friedhofsteil zwischen der oberen Lindenreihe und der Stützmauer im Westen ist aufgelassen und verwildert, lediglich das Grufthaus der Familie Schumann ist frei zugänglich. | 09301197 |
| Weitere Bilder                          | Friedhof Königstein: Friedhofskapelle, Aufbahrungshalle, Grufthaus der Familie Schumann an der bergseitigen Mauer, zwei Grabmale, Stützmauern und Einfriedungsmauer (Einzeldenkmale zu ID-Nr. 09301197) | Goethestraße - (Karte)             | 1880 (Kapelle)                                                                    | Einzeldenkmale der Sachgesamtheit Friedhof Königstein: Friedhofskapelle, Aufbahrungshalle, Grufthaus der Familie Schumann an der bergseitigen Mauer, zwei Grabmale, Stützmauern innerhalb des Friedhofs und Einfriedungsmauer – baugeschichtlich und ortsgeschichtlich von Bedeutung. Friedhofskapelle als kleine neuromanisch-neugotische Saalkirche (Sandsteinquaderbau mit Giebelfassade und dreiseitigem Chorschluss). Grabmal Pauline Hilma und H. Otto Adler (1849–1913, 1847–1918), zwei Säulenpaare mit Architrav, mittig eingestellte weibliche Figur mit Schale in der Rechten, Grabmal Friedrich August Kayser (1823–1879), Sandsteingrabmal mit Engelrelief, Grufthaus der Familie Schumann (Musikerfamilie). | 09222858 |
| Weitere Bilder                          | Wohnhaus in halboffener Bebauung und Einfriedung | Goethestraße 1 (Karte)             | 1. Hälfte 19. Jh.                                                                 | baugeschichtlich und städtebaulich von Bedeutung, dreigeschossiger massiver Anbau zur Kirchgasse (mit Korbbogentür). | 09222829 |
| Weitere Bilder                          | Wohnhaus in halboffener Bebauung und Treppenaufgang | Goethestraße 4 (Karte)             | Anfang 19. Jh.                                                                    | mit Ladeneinbau (oder Werkstatt), baugeschichtlich und städtebaulich von Bedeutung. | 09223076 |
| Weitere Bilder                          | Ev. Stadtkirche St. Marien Königstein | Goethestraße 5 (Karte)             | 1720–1724                                                                         | Stadtkirche Königstein – baugeschichtlich und ortsgeschichtlich von Bedeutung. Evangelische Stadtkirche, ehem. St. Marien. Eine Kirche nahe dem Elbufer wurde von König Wenzel II. von Böhmen (1271–1305) dem Deutschen Orden überlassen und ist 1321 erwähnt. Nach 1428 an die jetzige Stelle verlegt, Neubau 1597–1599. | 09222834 |
|                                         | Brunnen im Gewölbebogen einer Stützmauer | Goethestraße 6 (bei) (Karte)       | 1. H. 19. Jh.                                                                     | kulturgeschichtlich von Bedeutung. Kleiner Brunnen in Mauernische: eckige Schale, darüber Metallplatte mit Fischkopf, Sandstein/Bronze. | 09222833 |
|                                         | Rathaus | Goethestraße 7 (Karte)             | 1. Drittel 19. Jh.                                                                | Rathaus mit eingemauerter Ofenplatte – baugeschichtlich und ortsgeschichtlich von Bedeutung. Langgestreckter Kopfbau, Ofenplatte Eisenkunstguss, bezeichnet, mit dem Wappen des Gießhüttenverwalters Christian Friedrich Münch (Oberhütte in Rosenthal). | 09222851 |
|                                         | Ehem. Bibliothek | Goethestraße 8 (Karte)             | bez. 1811                                                                         | Wohnhaus in halboffener Bebauung – baugeschichtlich und straßenbildprägend von Bedeutung, in Korbbogentür bezeichnet 1811. | 09222847 |
|                                         | Wohnhaus in halboffener Bebauung | Goethestraße 9 (Karte)             | um 1800, Kern wohl älter                                                          | baugeschichtlich und straßenbildprägend von Bedeutung, mit Korbbogentür. | 09222852 |
|                                         | Wohnhaus in annähernd geschlossener Bebauung | Goethestraße 10 (Karte)            | um 1860                                                                           | Geburtshaus des Komponisten Georg Schumann, baugeschichtlich und ortsgeschichtlich von Bedeutung. Inschrift: „Geburtshaus des Komponisten, Dirigenten, Pianisten und Kompositionslehrers Georg Schumann 1866–1952.“ | 09222848 |
|                                         | Wohnhaus in offener Bebauung und rückwärtiger Gebäudeteil (älter, z. T. mit Fachwerk) | Goethestraße 11 (Karte)            | 18. Jh.                                                                           | baugeschichtlich von Bedeutung. Vorderes Haus: Fachwerk im Giebel aufgebrettert, mit Korbbogentür, im Schlussstein bezeichnet 1876. | 09222853 |
|                                         | Wohnhaus in annähernd geschlossener Bebauung | Goethestraße 12 (Karte)            | 18. Jh.                                                                           | mit Ladeneinbau, baugeschichtlich und städtebaulich von Bedeutung, Treppe und Mansarddach. | 09222849 |
|                                         | Wohnhaus in offener Bebauung | Goethestraße 13 (Karte)            | bez. 1847, später verändert                                                       | baugeschichtlich von Bedeutung | 09222855 |
|                                         | Wohnhaus in halboffener Bebauung und Treppe | Goethestraße 14 (Karte)            | 1. Drittel 19. Jh.                                                                | baugeschichtlich und straßenbildprägend von Bedeutung. Mansarddach, mit Korbbogentür. | 09222850 |
|                                         | Wohnhaus | Goethestraße 19 (Karte)            | um 1800, womöglich älter                                                          | Obergeschoss Fachwerk verbrettert, baugeschichtlich von Bedeutung | 09222856 |
|                                         | Diakonat | Goethestraße 22 (Karte)            | 1899 (Auskunft)                                                                   | repräsentatives, frei stehendes Gebäude mit reich gegliederter Fassade, baugeschichtlich, ortsgeschichtlich und straßenbildprägend von Bedeutung, Putzquaderung. | 09222854 |
|                                         | Hotel Lindenhof Königstein | Gohrischer Straße 2 (Karte)        | bez. 1849 (Beginn)                                                                | Hotelbau auf Sandsteinterrasse – repräsentatives, frei stehendes Gebäude, baugeschichtlich und ortsgeschichtlich von Bedeutung, mit Rundbogenfenstern. | 09222953 |
| Direkt Bild zu diesem Denkmal hochladen | Wohnhaus in offener Bebauung | Gohrischer Straße 10 (Karte)       | 1924 (Auskunft)                                                                   | im Landhausstil, baugeschichtlich von Bedeutung. Giebel verbrettert, originale Fenster mit Läden, Sandsteinsockel. | 09222952 |
| Direkt Bild zu diesem Denkmal hochladen | Hotelanlage, bestehend aus Hauptbau und winkelförmigem Nebengebäude sowie Park | Gohrischer Straße 20 (Karte)       | um 1900                                                                           | Hotelanlage, bestehend aus Hauptbau und winkelförmigem Nebengebäude sowie Park mit Skulpturen und Brunnen, Gartenpavillon und Einfriedung mit Torpfeilern – baugeschichtlich und ortsgeschichtlich von Bedeutung. Hauptgebäude um 1900, Nebengebäude jünger. | 09222951 |
|                                         | Wohnhaus in offener Bebauung | Hainstraße 1 (Karte)               | Kern wohl 18. Jh.                                                                 | siehe auch Pirnaer Straße 4, baugeschichtlich und straßenbildprägend von Bedeutung | 09223102 |
| Direkt Bild zu diesem Denkmal hochladen | Gedenkstein für die Opfer des Faschismus | Halbestadt 13 (bei) (Karte)        | um 1980 (OdF-Denkmal)                                                             | kleiner Gedenkstein auf Sandsteinsockel, ortsgeschichtlich von Bedeutung. Inschrift: „Die Toten mahnen. Diese Jugendherberge wurde von März bis Aug. 1933 als Konzentrationslager missbraucht. Hier wurde Genosse Fritz Gumpert aus Heidenau von den Nazis ermordet“. | 09223073 |
| Direkt Bild zu diesem Denkmal hochladen | Wohnstallhaus | Halbestadt 17 (Karte)              | bez. 1851                                                                         | Obergeschoss Fachwerk, ein Giebel verbrettert, baugeschichtlich von Bedeutung | 09223006 |
| Weitere Bilder                          | Gedenkstein für die 1914–1918 gefallenen Soldaten aus Halbestadt und Ebenheit | Halbestadt 17 (bei) (Karte)        | nach 1918                                                                         | ortsgeschichtlich von Bedeutung. Sandsteinblock auf Sockel, mit Treppenanlage, Inschrift: „Zum Dank/1914-1918/Unseren im Weltkriege gefallenen Brüdern/Halbestadt Ebenheit/Fürs Vaterland fielen…“, die Treppe flankieren zwei Schalen auf Sandsteinpodesten. | 09223007 |
| Direkt Bild zu diesem Denkmal hochladen | Mietshaus in offener Bebauung und Hanglage | Halbestadt 22 (Karte)              | um 1900                                                                           | baugeschichtlich von Bedeutung, mit Schmuckfachwerk, Holzbalkons und bossengequadertem Sockelgeschoss. | 09223074 |
| Direkt Bild zu diesem Denkmal hochladen | Steingut von Halbestadt | Halbestadt 25 (Karte)              | bez. 1587                                                                         | Bauernhof mit Wohnhaus, Scheune und Seitengebäude – baugeschichtlich und hausgeschichtlich von Bedeutung. Wohnhaus: verputzter Sandsteinquaderbau, über der Tür bezeichnet, alte Gewände, Wetterfahne, kugelige Giebelbekrönung, Scheune am 3. März 1933 abgebrannt und neu errichtet (lt. Auskunft), ohne rückwärtigen Anbau. | 09223008 |
| Direkt Bild zu diesem Denkmal hochladen | Schule | Halbestadt 26 (Karte)              | 1873                                                                              | mit spätklassizistischen Einflüssen, bau- und ortsgeschichtliche Relevanz sowie städtebauliche Bedeutung. Zweigeschossiger massiver Putzbau mit markantem Pyramidendach, recht ursprüngliches Wand-Öffnungs-Verhältnis, Geburtshaus des Bachforschers Werner Neumann (1905–1991). | 08951442 |
| Direkt Bild zu diesem Denkmal hochladen | Napoleonhaus | Halbestadt 28 (Karte)              | bez. 1575                                                                         | Wohnhaus (Umgebinde) und historischer Brunnen – Obergeschoss Fachwerk, baugeschichtlich und hausgeschichtlich von Bedeutung. Andreaskreuze, Giebel verbrettert, steiles Satteldach, verändert. | 09223009 |
| Direkt Bild zu diesem Denkmal hochladen | Wohnhaus in offener Bebauung | Halbestadt 34 (Karte)              | 1910/1914 (Auskunft)                                                              | baugeschichtlich von Bedeutung, Mansardgiebeldach mit Fußwalm. | 09223010 |
| Direkt Bild zu diesem Denkmal hochladen | Wohnstallhaus (Nr. 40) sowie westliche und südliche (Nr. 35) Scheune eines ehemaligen Bauernhofes | Halbestadt 35; 40 (Karte)          | Anf. 19. Jh.                                                                      | Wohnstallhaus Obergeschoss Fachwerk verbrettert, Scheunen verbrettert, baugeschichtlich von Bedeutung, Wohnhaus nachträglich verbreitert. | 09223011 |
| Direkt Bild zu diesem Denkmal hochladen | Landgasthof mit Sitznischenportal | Halbestadt 39 (Karte)              | 17. Jh.                                                                           | Obergeschoss Fachwerk, baugeschichtlich und ortsgeschichtlich von Bedeutung | 09223012 |
| Direkt Bild zu diesem Denkmal hochladen | Sog. Napoleonstraße – Fahrweg mit Sandsteinpflaster | Halbestadt 40 (bei) (Karte)        | Anf. 19. Jh.                                                                      | Beginn der sog. Napoleonstraße, Fahrweg mit Sandsteinpflaster von Halbestadt nach Ebenheit – ortsgeschichtlich von Bedeutung, zwischen 3,50 m und 4,50 m breit, Länge gut 500 m. | 08951453 |
| Direkt Bild zu diesem Denkmal hochladen | Bauernhof mit Wohnhaus und Scheune | Halbestadt 41 (Karte)              | bez. 1823 und 1862                                                                | Wohnhaus Obergeschoss Fachwerk, baugeschichtlich und wirtschaftsgeschichtlich von Bedeutung. | 09223013 |
| Direkt Bild zu diesem Denkmal hochladen | Bauernhof mit Wohnstallhaus, Scheune, Einfriedung und Torpfeilern | Halbestadt 44 (Karte)              | Ende 19. Jh.                                                                      | Wohnstallhaus Obergeschoss Fachwerk, baugeschichtlich und wirtschaftsgeschichtlich von Bedeutung. | 09223015 |
| Direkt Bild zu diesem Denkmal hochladen | Wohnstallhaus | Halbestadt 50 (Karte)              | 1840 nach Auskunft                                                                | Obergeschoss Fachwerk, baugeschichtlich von Bedeutung | 09223016 |
| Direkt Bild zu diesem Denkmal hochladen | Schutzhütte (Oswald-Sohre-Hütte, Lottersteighütte) | Halbestadt 57 (Karte)              | 1915                                                                              | Aus Resten eines Steinbruchgebäudes errichtete landschaftsprägende Waldhütte des Allgemeinen Turnvereins zu Dresden von bau- und ortsgeschichtlicher Bedeutung sowie Zeugnis der touristischen Entwicklung der Sächsischen Schweiz | 09307203 |
|                                         | Altes Straßenpflaster | Kirchgasse - (Karte)               | 19. Jh.                                                                           | ortsbildprägend von Bedeutung | 09222859 |
| Weitere Bilder                          | Wohnhaus (mit Gaststätte) in Ecklage | Kirchgasse 1 (Karte)               | bez. 1635, überformt                                                              | baugeschichtlich, straßenbildprägend und ortsgeschichtlich von Bedeutung. Rechter Gebäudeteil im Inneren bezeichnet, linker Gebäudeteil 1845 erneuert, links: zwei Kellergeschosse (mit Eiskeller). | 09222830 |
|                                         | Wohnhaus in geschlossener Bebauung | Kirchgasse 2 (Karte)               | um 1800                                                                           | giebelständig, baugeschichtlich und straßenbildprägend von Bedeutung, mit Mansarddach. | 09222831 |
| Direkt Bild zu diesem Denkmal hochladen | Wohnhaus | Kleiner Weg 19 (Karte)             | Anfang 19. Jh.                                                                    | Obergeschoss Fachwerk, verbrettert, baugeschichtlich und sozialgeschichtlich von Bedeutung. | 09222994 |
| Weitere Bilder                          | Gedenkstein für Gefallene des Ersten Weltkrieges, dazu Treppenanlage | Kleiner Weg 19 (vor) (Karte)       | nach 1918                                                                         | ortsgeschichtlich von Bedeutung. Sandsteinblock auf Sockel, mit Bronzetafel, Inschrift: „Zur Erinnerung an unsere Lieben“, Namen auf Bronzetafel. | 09222995 |
|                                         | Wohnhaus | Kleiner Weg 29 (Karte)             | um 1800                                                                           | Obergeschoss Fachwerk, Giebel verbrettert, baugeschichtlich von Bedeutung | 09222993 |
| Direkt Bild zu diesem Denkmal hochladen | Wohnhaus | Mittelweg 14 (Karte)               | bez. 1845                                                                         | Obergeschoss Fachwerk, Giebelseiten verbrettert, bezeichnet, baugeschichtlich von Bedeutung | 09222962 |
|                                         | Schule und Turnhalle | Mühlgasse 1 (Karte)                | 3. Drittel 19. Jh.                                                                | ortsgeschichtlich von Bedeutung, schönes Treppenhaus | 09222845 |
|                                         | Alte Schule | Mühlgasse 1 (Karte)                | bez. 1778                                                                         | baugeschichtlich und ortsgeschichtlich von Bedeutung. Langgestreckter, zweigeschossiger Putzbau mit Inschrift: „Ministerio templi et scholae dicatum et exstructum 1778“. | 09222846 |
| Weitere Bilder                          | Bienermühle | Mühlgasse 4; 6 (Karte)             | 18. Jh.                                                                           | U-förmiger Mühlenkomplex, bestehend aus älterem Gebäude mit Krüppelwalmdach, neuerem Werksgebäude mit Lisenengliederung, Verbindungsbau und separatem Wohnhaus (Nr. 6) sowie Schornstein, Nebengebäude (Nr. 4) und zwei Torbögen – baugeschichtlich und ortsgeschichtlich von Bedeutung. Wohnhaus (Nummer 4, kleiner Grundriss, zweigeschossig mit Walmdach, Renaissancebau) und Mühlengebäude (Nummer 6). | 09222843 |
|                                         | Alte Stadtbrauerei | Pfaffenberg 6 (Karte)              | um 1850, Kern womögl. älter                                                       | Wohnhaus in halboffener Bebauung – baugeschichtlich und städtebaulich von Bedeutung, Zweigeschossiger massiver Bau mit sehr steilem, das Platzbild prägenden Satteldach, schlichte Bauweise der vorhistoristischen Zeit, Kern älter (ohne neueren Anbau). | 08951443 |
|                                         | Wohnhaus in annähernd geschlossener Bebauung und Hanglage | Pfaffenberg 12 (Karte)             | um 1800                                                                           | baugeschichtlich und städtebaulich von Bedeutung | 09222886 |
|                                         | Wohnhaus | Pfaffenberg 13 (Karte)             | um 1800                                                                           | Obergeschoss Fachwerk, Lehmgefache, baugeschichtlich von Bedeutung. Haus auf hohem Sandsteinsockel. | 09222875 |
|                                         | Wohnhaus in Hanglage | Pfaffenberg 14 (Karte)             | um 1800                                                                           | Giebel verbrettert, Fachwerk verputzt?, baugeschichtlich und städtebaulich von Bedeutung | 09222885 |
| Weitere Bilder                          | Wohnhaus in offener Bebauung | Pfaffenberg 15 (Karte)             | 1586 Dendro                                                                       | mit konstruktiven Besonderheiten, baugeschichtliche Bedeutung, Alterswert hinter der veränderten Fassade erdgeschossiger Fachwerk-Bau mit zweilagigem Blockkranz auf der Balkenlage, Fachwerk zweiriegelig mit Fußstreben, am „Umschrot“ abgewandten Giebel auch mit Kopfstreben, Brettdecke, ehemaliges Umgebindehaus, zweilagiger Umschrot in der Sächsischen Schweiz bisher singulär. | 09304190 |
| Direkt Bild zu diesem Denkmal hochladen | Wohnhaus in halboffener Bebauung | Pfaffenberg 17 (Karte)             | 1. Hälfte 19. Jh.                                                                 | Wirkungsstätte von Carl Friedrich Poppe und Amalie Dietrich (1821–1891), baugeschichtlich und ortsgeschichtlich von Bedeutung. Inschrift: „Wirkungsstätte des Seniors der floristischen Erforschung der Sächsischen Schweiz Webermeister Carl Friedrich Poppe 1804–1877. Hier weilte vor 1860 die berühmte Naturforscherin Amalie Dietrich“. | 09222876 |
|                                         | Zweiteiliges Wohnhaus | Pfaffenberg 19 (Karte)             | um 1700                                                                           | Obergeschoss Fachwerk mit Andreaskreuzen, baugeschichtlich und hausgeschichtlich von Bedeutung. Fachwerk aufgebrettert. | 09222877 |
|                                         | Wohnhaus in Hanglage | Pfaffenberg 23 (Karte)             | um 1800; später verändert                                                         | Obergeschoss Fachwerk, zum Teil verbrettert, baugeschichtlich von Bedeutung, giebelständig | 09222878 |
|                                         | Wohnhaus in Hanglage | Pfaffenberg 25 (Karte)             | um 1800                                                                           | über winkligem Grundriss, baugeschichtlich von Bedeutung | 09222879 |
|                                         | Sandsteinbogenbrücken und altes Straßenpflaster | Pfaffenberg 30 (ab) (Karte)        | um 1900                                                                           | Sandsteinbogenbrücken – baugeschichtlich und verkehrsgeschichtlich von Bedeutung | 09222880 |
| Weitere Bilder                          | Wohnhaus | Pfaffenberg 31 (Karte)             | 1600 Dendro                                                                       | über winkligem Grundriss, baugeschichtlich und straßenbildprägend von Bedeutung, Alterswert, Mittelteil giebelständig. | 09222881 |
|                                         | Wohnhaus in Hanglage | Pfaffenberg 36 (Karte)             | um 1800                                                                           | Obergeschoss Fachwerk, baugeschichtlich von Bedeutung, an bergseitiger Giebelseite großes Tor. | 09222883 |
| Direkt Bild zu diesem Denkmal hochladen | Wohnhaus mit Stützmauer in Hanglage | Pfaffenberg 38 (Karte)             | Anfang 19. Jahrhundert (nördlicher Bau); Anfang 20. Jahrhundert (südlicher Anbau) | Baugeschichtliche und straßenbildprägende Bedeutung | 09307375 |
|                                         | Wohnhaus in Hanglage | Pfaffenberg 39 (Karte)             | Ende 18. Jh.                                                                      | Obergeschoss Fachwerk verbrettert, baugeschichtlich von Bedeutung | 09222882 |
|                                         | Wohnhaus in Hanglage | Pfaffenberg 43 (Karte)             | um 1600                                                                           | Obergeschoss Fachwerk verputzt, Giebel verbrettert, baugeschichtlich und sozialgeschichtlich von Bedeutung, Alterswert. | 09222884 |
|                                         | Wohnhaus in offener Bebauung mit Anbau | Pirnaer Straße 2 (Karte)           | 18. Jh.                                                                           | mit Ladenzone, baugeschichtlich und ortsbildprägend von Bedeutung, Krüppelwalm. | 09222836 |
|                                         | Wohnhaus in offener Bebauung | Pirnaer Straße 3 (Karte)           | bez. 1790                                                                         | baugeschichtlich und städtebaulich von Bedeutung, mit Korbbogenportal, im Schlussstein bezeichnet. | 09222837 |
|                                         | Wohnhaus in Ecklage | Pirnaer Straße 4 (Karte)           | 18. Jh.                                                                           | siehe auch Hainstraße, baugeschichtlich und städtebaulich von Bedeutung, einheitlicher Ladenzone aus Korbbogenfenstern Ende 19. Jh. | 09222827 |
|                                         | Altes Pfarrhaus | Pirnaer Straße 5 (Karte)           | 1. Drittel 19. Jh.                                                                | Ehemaliges Pfarrhaus in offener Bebauung mit Hochwassermarke – baugeschichtlich und ortsgeschichtlich von Bedeutung, mit Mansarddach, Wohnhaus des Komponisten und Bachforschers Wilhelm Werker (1873–1948). | 09222835 |
|                                         | Wohnhaus in Ecklage | Pirnaer Straße 7 (Karte)           | 1. Hälfte 19. Jh.                                                                 | baugeschichtlich und straßenbildprägend von Bedeutung, mit Korbbogentür und Ladeneinbauten Ende 19. Jh. | 09223075 |
|                                         | Julius-Otto-Denkmal und Wohnhaus mit Apotheke | Pirnaer Straße 8; 8 (vor) (Karte)  | um 1800                                                                           | Geburtshaus von Ernst Julius Otto (1804–1877) – baugeschichtlich, ortsgeschichtlich und straßenbildprägend von Bedeutung. Kopfbau, Stele mit Inschrift: „Geboren in Königstein den 1. Sept. 1804, gest. als Musikdir. in Dresden den 5. März 1877.“ | 09222928 |
|                                         | Wohnhaus in halboffener Bebauung | Pirnaer Straße 9 (Karte)           | Mitte 19. Jh.                                                                     | mit originaler Ladenfront, baugeschichtlich und städtebaulich von Bedeutung | 09222930 |
|                                         | Wohnhaus in geschlossener Bebauung | Pirnaer Straße 10 (Karte)          | 2. Hälfte 19. Jh.                                                                 | baugeschichtlich und städtebaulich von Bedeutung, Mansarddach. | 09222927 |
|                                         | Wohnhaus in halboffener Bebauung | Pirnaer Straße 11 (Karte)          | 3. Drittel 19. Jh.                                                                | mit originaler Ladenfront, baugeschichtlich und städtebaulich von Bedeutung | 09222929 |
|                                         | Wohnhaus in halboffener Bebauung, dazu Rückgebäude mit Laubengang | Pirnaer Straße 13 (Karte)          | 18. Jh.                                                                           | mit Ladeneinbau, baugeschichtlich und straßenbildprägend von Bedeutung | 09222832 |
|                                         | Ehem. Hotel „Zum Blauen Stern“ | Pirnaer Straße 15 (Karte)          | bez. 1811, verändert                                                              | Ehemaliges Hotel mit jüngerem Saalanbau – baugeschichtlich und ortsgeschichtlich von Bedeutung. Kopfbau, Korbbogentür bezeichnet, Haus nachträglich aufgestockt, mit Holzveranda und ehem. Fürstenzimmer. | 09222926 |
|                                         | Wohnhaus in Ecklage und geschlossener Bebauung | Pirnaer Straße 20 (Karte)          | Kern wohl 18. Jh.                                                                 | baugeschichtlich und straßenbildprägend von Bedeutung. Mansarddach mit Krüppelwalm, mit Korbbogentür. | 09222917 |
|                                         | Wohnhaus in geschlossener Bebauung | Pirnaer Straße 22 (Karte)          | 1. Hälfte 19. Jh., Kern älter                                                     | baugeschichtlich und städtebaulich von Bedeutung | 09222916 |
|                                         | Wohnhaus in geschlossener Bebauung | Pirnaer Straße 24 (Karte)          | um 1800; später verändert                                                         | baugeschichtlich und städtebaulich von Bedeutung, mit Korbbogentür | 09222915 |
|                                         | Wohnhaus in Ecklage und geschlossener Bebauung | Pirnaer Straße 26 (Karte)          | 1. Hälfte 19. Jh., Kern älter                                                     | mit modernem Ladeneinbau, baugeschichtlich und städtebaulich von Bedeutung | 09222914 |
|                                         | Wohnhaus in Ecklage | Pirnaer Straße 28 (Karte)          | Mitte 19. Jh.                                                                     | baugeschichtlich von Bedeutung, schmiedeeiserne Balkonkonsole, Krüppelwalmdach. | 09222913 |
|                                         | Schumann-Haus; ehem. Stadtpfeife | Pirnaer Straße 29 (Karte)          | um 1860                                                                           | Einfaches Wohnhaus (mit Inschrifttafel) in Hanglage – Wohnhaus der bedeutenden Musiker Georg Schumann, Alfred Schumann, Camillo Schumann (1872–1946) und Clemens Schumann (1876–1938) – ortsgeschichtlich von Bedeutung. Inschrift: „Schumann-Haus/ ehemalige Stadtpfeife/ 1868–1909/ Heimstätte der bedeutenden/ Musikerpersönlichkeiten/ Georg, Alfred, Camillo/ und Clemens Schumann.“ | 09222828 |
|                                         | Amtshof | Pirnaer Straße 30 (Karte)          | 1. Hälfte 19. Jh., Kern womöglich älter                                           | Wohnhaus (mit Gaststätte) in halboffener Bebauung – baugeschichtlich und städtebaulich von Bedeutung. Zweigeschossiger Putzbau mit Satteldach, jüngerer Dachausbau, mit Korbbogentür, ohne Anbau. | 09223083 |
|                                         | Mietshaus in halboffener Bebauung | Pirnaer Straße 31 (Karte)          | um 1930                                                                           | baugeschichtlich von Bedeutung. Putzbau mit Satteldach, Erdgeschoss sandsteinverkleidet. | 09223084 |
| Direkt Bild zu diesem Denkmal hochladen | Altes Straßenpflaster | Pladerberg - (Karte)               | 19. Jh.                                                                           | ortsbildprägend und verkehrsgeschichtlich von Bedeutung, große Sandsteinplatten zwischen Nr. 24 und Nr. 30. | 09222949 |
|                                         | Villa in Hanglage, mit Stützmauer | Pladerberg 2 (Karte)               | um 1905                                                                           | im Reformstil der Zeit um 1905 errichtet, baugeschichtlich und architekturgeschichtlich von Bedeutung. Wohnburg, größtenteils bossengequaderte Fassade, mit Erker. | 09222943 |
|                                         | Villa, mit Treppengeländer und Einfriedung (Stützmauer) | Pladerberg 4 (Karte)               | 1900/1905                                                                         | in Hanglage, baugeschichtlich von Bedeutung. Bossengequadertes UG, Erker mit Turmhaube, Schmuckfachwerk. | 09222944 |
|                                         | Wohnhaus in offener Bebauung und Hanglage | Pladerberg 14 (Karte)              | um 1910                                                                           | baugeschichtlich von Bedeutung | 09222946 |
|                                         | Wohnhaus in offener Bebauung und Hanglage | Pladerberg 16 (Karte)              | um 1900                                                                           | baugeschichtlich von Bedeutung. Fassade mit Holzbalkon auf massiven Bossenquaderkonsolen, mit Schmuckfachwerk. | 09222945 |
| Weitere Bilder                          | Postmeilensäule | Platz am Frosch - (Karte)          | bez. 1727                                                                         | Kopie einer Distanzsäule von 1976 aus Sandstein, verkehrsgeschichtlich von Bedeutung. Denkmaltext: Kopie einer kursächsischen Distanzsäule bezeichnet 1727 aus Sandstein, fast vier Meter hoch, an der kleinen Biela-Brücke, in der typischen Form mit Entfernungsangaben beschrifteter Obelisk auf hohem Sockel, mit je zwei polnischen und litauischen Kurwappen sowie „AR“-Monogramm und Posthornzeichen. Die Säule wechselte mehrfach ihren Standort, 1921, 1955/56 restauriert, 1956 am heutigen Standort aufgestellt. Kopie von 1976 durch den Dresdner Bildhauer Werner Hempel (1904–1980). | 09222863 |
| Weitere Bilder                          | Ovales Brunnenbecken mit Frosch | Platz am Frosch - (Karte)          | 20. Jh.                                                                           | Sandstein, kulturgeschichtlich von Bedeutung | 09222864 |
|                                         | Wandhaken für Fahrdrahtaufhängung der Bielatal-Motorbahn (Oberleitungsbus) | Schandauer Straße - (Karte)        | 1901                                                                              | verkehrsgeschichtlich von Bedeutung, vgl. auch Bahnhof- und Bielatalstraße | 09223063 |
|                                         | Sandsteinbogenbrücke über die Große Hirschke | Schandauer Straße - (Karte)        | bez. 1933, älter                                                                  | baugeschichtlich und technikgeschichtlich von Bedeutung | 09222963 |
|                                         | Wohnhaus in offener Bebauung | Schandauer Straße 7 (Karte)        | um 1880                                                                           | baugeschichtlich von Bedeutung | 09224368 |
|                                         | Wohnhaus in offener Bebauung | Schandauer Straße 8 (Karte)        | 2. Hälfte 19. Jh.                                                                 | mit reich gegliederter Fassade, baugeschichtlich und straßenbildprägend von Bedeutung. Satteldach, Mittelrisalit, 2 Balkone (einer mit toskanischen Säulen), Putzbänder, Stuckspiegel. | 09222941 |
|                                         | Wohnhaus in offener Bebauung und Hanglage | Schandauer Straße 10 (Karte)       | 1910er Jahre                                                                      | baugeschichtlich von Bedeutung, mit Eckerker und vielteiliger Dachzone. | 09222942 |
|                                         | Wohnhaus in offener Bebauung mit Stützmauer und Einfriedung | Schandauer Straße 16 (Karte)       | nach 1894                                                                         | baugeschichtlich von Bedeutung, mit Sandsteinsockel und Holzwintergarten. | 09222955 |
|                                         | Doppelwohnhaus in offener Bebauung | Schandauer Straße 18; 20 (Karte)   | 1905/1910                                                                         | erhöht liegend, mit Schmuckfachwerk, baugeschichtlich von Bedeutung | 09222956 |
|                                         | Wohnhaus in offener Bebauung, mit Einfriedung und Torbogen | Schandauer Straße 26 (Karte)       | 1890er Jahre                                                                      | baugeschichtlich und straßenbildprägend von Bedeutung, mit schönem Neorenaissance-Portal, Tür und bleiverglasten Fenstern im Treppenhaus. | 09222957 |
|                                         | Wohnhaus in offener Bebauung | Schandauer Straße 27 (Karte)       | 1890er Jahre                                                                      | baugeschichtlich und straßenbildprägend von Bedeutung, mit Eckerker, aufwendiger Fassadengliederung und Fensterarkaden. | 09222961 |
|                                         | Wohnhaus in offener Bebauung | Schandauer Straße 28 (Karte)       | um 1910                                                                           | erhöht liegend, baugeschichtlich und straßenbildprägend von Bedeutung, mit Fachwerk, Ecktürmchen und vielgliedriger Dachzone. | 09222958 |
|                                         | Wohnhaus in offener Bebauung | Schandauer Straße 38 (Karte)       | 4. Viertel 19. Jh.                                                                | baugeschichtlich von Bedeutung. Putzgliederung, entstellender Dachausbau, mit Ecktürmchen. | 09222960 |
|                                         | Wohnhaus in offener Bebauung | Schandauer Straße 56 (Karte)       | um 1905                                                                           | erhöht liegendes, villenartiges Gebäude, baugeschichtlich von Bedeutung, mit Ecktürmchen und Schmuckfachwerk. | 09222964 |
|                                         | Mord- und Sühnekreuz | Schreiberberg - (Karte)            | Spätmittelalter                                                                   | ortsgeschichtlich von Bedeutung, Sandsteinkreuz 68 × 73 × 22 cm | 09222840 |
|                                         | Altes Straßenpflaster | Schreiberberg - (Karte)            | 19. Jh.                                                                           | ortsbildprägend von Bedeutung | 09222839 |
|                                         | Wohnhaus, dazu Treppe und Terrasse aus Sandstein | Schreiberberg 2 (Karte)            | bez. 1765                                                                         | Obergeschoss Fachwerk, baugeschichtlich und ortsbildprägend von Bedeutung. Krüppelwalmdach, mit barockem Portal, im Schlussstein bezeichnet. | 09222841 |
|                                         | Wohnhaus | Schreiberberg 2a (Karte)           | um 1800, Kern womöglich älter                                                     | Obergeschoss Fachwerk, zum Teil verbrettert, baugeschichtlich und ortsbildprägend von Bedeutung. | 09222842 |

## Leupoldishain
| Bild | Bezeichnung | Lage                           | Datierung                                           | Beschreibung | ID       |
| ---- | --- | ------------------------------ | --------------------------------------------------- | --- | -------- |
|      | Wohnstallhaus | Am Hügel 1 (Karte)             | 1. Hälfte 19. Jh.                                   | Obergeschoss Fachwerk verbrettert, Giebel verbrettert, baugeschichtlich und wirtschaftsgeschichtlich von Bedeutung. | 09223480 |
|      | Wohnstallhaus eines Bauernhofes                                                                                      | Dorfstraße 4 (Karte)           | bez. 1804                                           | Obergeschoss Fachwerk, Giebelseite verkleidet, mit Korbbogentür, im Schlussstein bezeichnet, baugeschichtlich von Bedeutung. | 09223483 |
|      | Wohnstallhaus | Dorfstraße 5 (Karte)           | 1. Hälfte 19. Jh.                                   | Obergeschoss Fachwerk, Giebel verbrettert, baugeschichtlich und straßenbildprägend von Bedeutung. | 09223482 |
|      | Südliches Wohnstallhaus (Nr. 8), Seitengebäude und Scheune (Nr. 9) eines Dreiseithofes sowie Torpfeiler              | Dorfstraße 8; 9 (Karte)        | 18. Jh., vermutlich älter, Scheune und Stall jünger | Wohnstallhaus Obergeschoss Fachwerk verbrettert, Seitengebäude Obergeschoss verbrettert, Scheune massiv, baugeschichtlich und wirtschaftsgeschichtlich von Bedeutung, strukturprägende Hofanlage. | 09223481 |
|      | Wohnstallhaus und zwei Seitengebäude eines Dreiseithofes                                                             | Dorfstraße 15 (Karte)          | nach 1900                                           | Wohnstallhaus Putzbau mit Einfluss des Schweizerstils, strukturprägende Hofanlage, baugeschichtlich und wirtschaftsgeschichtlich von Bedeutung. Zweigeschossiger massiver Putzbau mit intaktem Wand-Öffnungs-Verhältnis, flaches Satteldach mit Überstand, die beiden Seitengebäude ebenfalls massiv. | 08951450 |
|      | Wohnstallhaus und Scheune eines Zweiseithofes                                                                        | Dorfstraße 19 (Karte)          | 1. Hälfte 19. Jh., Scheune jünger                   | Wohnstallhaus Obergeschoss Fachwerk verbrettert, baugeschichtlich und wirtschaftsgeschichtlich von Bedeutung. | 09223484 |
|      | Wohnstallhaus und Scheune eines Zweiseithofes                                                                        | Dorfstraße 21 (Karte)          | bez. 1841                                           | Wohnstallhaus Obergeschoss zum Teil Fachwerk verbrettert, im Türsturz bezeichnet, Scheune verbrettert, verändert, baugeschichtlich und wirtschaftsgeschichtlich von Bedeutung. | 09223485 |
|      | Wohnstallhaus (Nr. 26), Auszüglerhaus (Nr. 25) und Scheune eines Dreiseithofes                                       | Dorfstraße 25; 26 (Karte)      | bez. 1846                                           | Wohnstallhaus Obergeschoss Fachwerk, im Türsturz bezeichnet 1846, Auszüglerhaus Obergeschoss Fachwerk, in der Korbbogentür bezeichnet 1838, baugeschichtlich, wirtschaftsgeschichtlich und straßenbildprägend von Bedeutung, strukturprägende Hofanlage.                                              | 09223487 |
|      | Östliche Scheune mit angebautem Seitengebäude, zwei Torpfeiler und Hofmauer eines Bauernhofes                        | Dorfstraße 27 (Karte)          | 19. Jh.                                             | Scheune – Natursteinbau mit Mansardgiebeldach, Seitengebäude Steinsockel, darüber verbretterte Holzkonstruktion, zur Hofseite zwei große Toröffnungen, Satteldach mit kleinem Dachreiter, baugeschichtlich und wirtschaftsgeschichtlich von Bedeutung.                                                | 09223488 |
|      | Wohnstallhaus und Scheune eines Hakenhof                                                                             | Dorfstraße 32 (Karte)          | Mitte 19. Jh.                                       | Wohnstallhaus Obergeschoss Fachwerk verbrettert, straßenseitig massiver Giebel mit Zwillingsfenster, baugeschichtlich und wirtschaftsgeschichtlich von Bedeutung. | 09223489 |
|      | Ehemaliges Wohnstallhaus                                                                                             | Königsteiner Straße 14 (Karte) | Mitte 19. Jh.                                       | Obergeschoss Fachwerk, zum Teil verbrettert, baugeschichtlich von Bedeutung | 09223477 |
|      | Alte Schule | Königsteiner Straße 21 (Karte) | 4. Viertel 19. Jh.                                  | Schulgebäude mit Stützmauer – Putzbau mit übergiebeltem Eckrisalit und hölzernem Glockentürmchen, Uhr im Giebelfeld, baugeschichtlich und ortsgeschichtlich von Bedeutung. Zweigeschossig, heute Wohnhaus.                                                                                            | 09223476 |
|      | Wohnmühlenhaus | Königsteiner Straße 24 (Karte) | bez. 1831                                           | Obergeschoss Fachwerk, baugeschichtlich und ortsgeschichtlich von Bedeutung | 09299665 |
|      | Nordwestliches Wohnstallhaus, nordöstliches Seitengebäude und zwei Scheunen eines Vierseithofes, dazu ein Torpfeiler | Lantzschweg 4 (Karte)          | bez. 1816                                           | Wohnstallhaus Obergeschoss Fachwerk verbrettert, in der Korbbogentür bezeichnet, baugeschichtlich und wirtschaftsgeschichtlich von Bedeutung, strukturprägende Hofanlage. | 09223478 |

## Pfaffendorf
| Bild                                    | Bezeichnung                                                      | Lage                                           | Datierung                    | Beschreibung | ID       |
| --------------------------------------- | ---------------------------------------------------------------- | ---------------------------------------------- | ---------------------------- | --- | -------- |
| Direkt Bild zu diesem Denkmal hochladen | Gedenktafel                                                      | (Gemarkung Pfaffendorf, Flurstück 168) (Karte) | 1881                         | Mit Medaillon für Karl Gottlob Jäckel, Zeugnis der regionalen Erinnerungskultur | 09306792 |
|                                         | Vielteiliger Gaststättenbau Pfaffenstein                         | (Karte)                                        | 1890–1904                    | Berggasthof Pfaffenstein – zum Teil Fachwerk, zum Teil verbrettert, baugeschichtlich und ortsgeschichtlich von Bedeutung. | 09224315 |
|                                         | Schießstand Pfaffenstein                                         | (Karte)                                        | 1900/1905                    | burgartige Anlage aus Sandstein, baugeschichtlich und ortsgeschichtlich von Bedeutung | 09221698 |
| Weitere Bilder                          | Aussichtsturm Pfaffenstein                                       | (Karte)                                        | 1904                         | steinerner Turm mit zwei Plattformen, baugeschichtlich und ortsgeschichtlich von Bedeutung | 09224316 |
|                                         | Wohnhaus                                                         | Am Stallhübel 1 (Karte)                        | bez. 1825                    | Obergeschoss Fachwerk, Korbbogentür im Schlussstein bezeichnet, erhöht gelegen, baugeschichtlich von Bedeutung. | 09224294 |
|                                         | Wohnhaus                                                         | Am Stallhübel 3 (Karte)                        | 1. Hälfte 19. Jh.            | Obergeschoss Fachwerk verbrettert, baugeschichtlich von Bedeutung | 09224291 |
|                                         | Sandsteinweg                                                     | Am Stallhübel 3 (hinter) (Karte)               | 19. Jh.                      | Sandsteinweg – ca. 2,50 m breit und 150 m lang, Sandsteinblöcke, kaum bearbeitet, eher naturbelassen verlegt, zum Teil behauene Kuben, kulturgeschichtlich und straßenbildprägend von Bedeutung.                                                             | 09228386 |
|                                         | Wohnhaus                                                         | Am Wiesenrain 1 (Karte)                        | 1. Hälfte 19. Jh.            | Obergeschoss Fachwerk verbrettert, baugeschichtlich von Bedeutung | 09224305 |
|                                         | Wohnhaus                                                         | Am Wiesenrain 2 (Karte)                        | Anfang 19. Jh.               | Obergeschoss Fachwerk, z. T. verbrettert, verändert, baugeschichtlich von Bedeutung. | 09224304 |
| Direkt Bild zu diesem Denkmal hochladen | Bogenbrücke über die Potatschke                                  | Pfaffenberg - (Karte)                          |                              | Bogenbrücke über die Potatschke; Sandstein, baugeschichtlich von Bedeutung. | 09224297 |
|                                         | U-förmiges Gerinne aus Sandsteinkuben mit eingearbeiteten Stufen | Pfaffenberg - (Karte)                          | 19. Jh.                      | baugeschichtlich und ortsbildprägend von Bedeutung, nur Flurstück 61a bis zur Gemarkungsgrenze. | 09229745 |
| Direkt Bild zu diesem Denkmal hochladen | Gepflasterter Weg und Grenzstein                                 | Pfaffenberg - (Karte)                          | 19. Jh.                      | Sandsteinweg, am unteren Ende Grenzstein mit Beschriftung „Gemeinde Pfaffendorf“, ortsbildprägend und ortsgeschichtlich von Bedeutung. Sandsteinweg 2–3 m breit, Weglänge 150–200 m, Grenzstein mit Beschriftung „Gemeinde Pfaffendorf“, Höhe etwa 40–50 cm. | 09228387 |
|                                         | Wohnhaus                                                         | Pfaffenberg 42 (Karte)                         | um 1800                      | eingeschossiger Fachwerkbau, hölzerner Türstock, hoher Originalitätsgrad, baugeschichtlich von Bedeutung. | 08951451 |
|                                         | Wohnhaus                                                         | Pfaffenberg 49 (Karte)                         | lt. Auskunft 1828            | Obergeschoss Fachwerk, Giebel verbrettert, baugeschichtlich von Bedeutung | 09224298 |
| Weitere Bilder                          | Denkmal für die Gefallenen des Ersten Weltkrieges                | Pfaffendorfer Straße - (Karte)                 | nach 1918 (Kriegerdenkmal)   | großer Sandsteinblock mit Inschrifttafel innerhalb einer Grünanlage, ortsgeschichtlich von Bedeutung. | 09224310 |
|                                         | Wohnhaus und Seitengebäude                                       | Pfaffendorfer Straße 8 (Karte)                 | Anfang 19. Jh.               | Wohnhaus Obergeschoss Fachwerk, Giebel verbrettert, baugeschichtlich von Bedeutung. | 09224288 |
|                                         | Wohnhaus                                                         | Pfaffendorfer Straße 10 (Karte)                | Anfang 19. Jh.               | Obergeschoss Fachwerk verbrettert, Giebel verschiefert, baugeschichtlich von Bedeutung, Korbbogentür. | 09224289 |
| Direkt Bild zu diesem Denkmal hochladen | Steinkreuz                                                       | Pfaffendorfer Straße 11 (vor) (Karte)          | Spätmittelalter              | spätmittelalterliches Weg-, Gedenk- oder Sühnekreuz aus Sandstein, ortsgeschichtlich von Bedeutung, ein Arm fehlt. | 09221699 |
|                                         | Wohnhaus mit Stützmauer                                          | Pfaffendorfer Straße 14 (Karte)                | Anfang 19. Jh.               | Obergeschoss Fachwerk verbrettert, erhöht gelegen, baugeschichtlich von Bedeutung | 09224290 |
|                                         | Wohnhaus                                                         | Pfaffendorfer Straße 18 (Karte)                | Anfang 19. Jh.               | Obergeschoss Fachwerk verbrettert, baugeschichtlich von Bedeutung | 09224293 |
|                                         | Wohnhaus                                                         | Pfaffendorfer Straße 23 (Karte)                | bez. 1782                    | Obergeschoss Fachwerk, Giebel verschiefert, Korbbogentür im Schlussstein bezeichnet, baugeschichtlich von Bedeutung | 09224313 |
|                                         | Wohnhaus                                                         | Pfaffendorfer Straße 25 (Karte)                | lt. Auskunft 1840            | Obergeschoss Fachwerk, zum Teil verbrettert, baugeschichtlich von Bedeutung | 09224312 |
|                                         | Ehem. Gasthaus Erbgericht                                        | Pfaffendorfer Straße 28 (Karte)                | 18. Jh., Nebengebäude jünger | Seitengebäude und Hofmauer mit Torbogen und Pforte eines ehemaligen Bauernhofes – Seitengebäude zum Teil Fachwerk, Schlussstein im Torbogen ehem. bezeichnet 1776, baugeschichtlich und ortsgeschichtlich von Bedeutung.                                     | 09224300 |
|                                         | Wohnstallhaus                                                    | Pfaffendorfer Straße 31 (Karte)                | bez. 1834                    | Obergeschoss Fachwerk verbrettert, über der Korbbogentür bezeichnet, baugeschichtlich von Bedeutung | 09224311 |
|                                         | Wohnstallhaus                                                    | Pfaffendorfer Straße 40 (Karte)                | bez. 1846                    | Putzbau mit Krüppelwalmdach, Konsolgebälk über der Tür bezeichnet, baugeschichtlich von Bedeutung | 09224314 |
|                                         | Wohnhaus                                                         | Pfaffendorfer Straße 50 (Karte)                | Anfang 19. Jh.               | Obergeschoss Fachwerk verbrettert, baugeschichtlich von Bedeutung | 09224301 |
|                                         | Wohnstallhaus                                                    | Pfaffendorfer Straße 55 (Karte)                | bez. 1808                    | mit Vorbauten, Obergeschoss Fachwerk verbrettert, Türsturz bezeichnet, baugeschichtlich von Bedeutung | 09224307 |
|                                         | Lindenhof Pfaffendorf                                            | Pfaffendorfer Straße 58; 60 (Karte)            | bez. 1836                    | Wohnstallhaus und Auszugshaus eines Vierseithofes, mit Zufahrtsweg und Pflasterung im Hof – Wohnstallhaus Obergeschoss Fachwerk verputzt, fünf Korbbogentüren, zum Teil zugesetzt, eine bezeichnet, baugeschichtlich und sozialgeschichtlich von Bedeutung.  | 09224302 |
|                                         | Wohnhaus und Seitengebäude                                       | Pfaffendorfer Straße 59 (Karte)                | Anfang 19. Jh.               | Wohnhaus Obergeschoss Fachwerk verbrettert, Giebelseite verschiefert, Seitengebäude verbrettert, baugeschichtlich von Bedeutung. | 09224306 |
|                                         | Barbarinenhof, jetzt Wohnhaus                                    | Pfaffensteinweg 5 (Karte)                      | bez. 1824                    | Wohnhaus (Umgebinde) – Obergeschoss Fachwerk, Korbbogentür im Schlussstein bezeichnet, baugeschichtlich von Bedeutung. Umgebinde mit Sandsteinpfeilern. | 09224303 |
|                                         | Wohnhaus und Stützmauer                                          | Quellweg 2 (Karte)                             | 1. Hälfte 19. Jh.            | Obergeschoss Fachwerk verbrettert, erhöht gelegen, baugeschichtlich von Bedeutung | 09224296 |
|                                         | Sandsteinweg                                                     | Quirlweg - (Karte)                             | 19. Jh.                      | Sandsteinplatten, behauen, ca. 2,50–3,00 m breit, von der Straße an ca. 50 m, dann ab Quirlweg 7 (hinter) ca. 130 m bis Sportplatz, ortsgeschichtlich und straßenbildprägend von Bedeutung, eventuell militärgeschichtlich von Bedeutung.                    | 09228383 |
|                                         | Wohnhaus                                                         | Quirlweg 1 (Karte)                             | Anfang 19. Jh.               | Obergeschoss Fachwerk, Giebel verbrettert, baugeschichtlich von Bedeutung | 09224292 |

## Ausführliche Denkmaltexte
1. ↑  Denkmaltext

Über die laut Schlussstein auf 1828 datierte Straßenbrücke, welche einen zur Zeit trockengefallenen, schmalen Zulauf des Waldbaches am Vogelstein überspannt, führte ursprünglich die heute parallel und in nur geringer Entfernung verlaufende Verbindungsstraße zwischen Festung Königstein und Struppen. Die aus Sandsteinquadern errichtete einbogige Brücke weist dabei mehrere konstruktive Besonderheiten auf. So ist etwa der Brückenbogen auf der Oberstrom- und Unterstromseite (bzw. West- und Ostseite) unterschiedlich ausgeformt und vergrößert sich oberstromseits von einem segmentbogen- zu einem halbkreisförmigen Querschnitt mit einer dementsprechend höheren Lichte. Zu beiden Seiten der Brücke flankieren massive, leicht schräggestellte Flügelwände den Bachlauf, dessen Sohle in diesem Bereich mit Sandsteinquadern ausgemauert ist. Das Gerinne fällt an der Unterstromseite abrupt ab und bildet einen Überfall.

Die Straßenbrücke markiert die historische Wegeführung der zu Beginn des 19. Jahrhunderts entstehenden, erst in der jüngsten Vergangenheit begradigten Verbindungsstraße zwischen Festung Königstein und Struppen bzw. später auch Thürmsdorf. Sie ist damit von verkehrsgeschichtlicher Bedeutung für die Region, besitzt aber darüber hinaus aufgrund ihrer speziellen Konstruktionsweise vor allem auch eine technikgeschichtliche Bedeutung. So liegt hier ein Zusammenspiel von verschiedenen, auf den Durchfluss wirkenden Konstruktionselementen vor, die mittels der Öffnungsweitenveränderung das durchströmende Wasser verlangsamen und damit eine Schädigung bzw. Unterspülung des Bauwerks selbst sowie des nachfolgenden Bachbettes mittels Sohlausmauerung und Überfall verhindern. Konstruktiv vergleichbare Bogenbrücken sind bisher nicht bekannt. Nicht zuletzt lässt der vergleichsweise hohe Bauaufwand für das einen eher unbedeutenden Bachlauf überspannende Bauwerk Rückschlüsse auf die Bedeutung der einst darüber hinwegführenden Straße zu.
2. ↑  Festung als stark befestigtes Gebäudeensemble auf dem Felsplateau des gleichnamigen Tafelberges, der Rayon (hier: Vorfeld der Festung) lässt sich als gestaltete Offenlandschaft von der anschließenden bewaldeten Umgebung deutlich abgrenzen, von geschichtlicher, künstlerischer, wissenschaftlicher und landschaftsgestaltender Bedeutung. Der Erhalt der Sachgesamtheit liegt wegen ihrer geschichtlichen, künstlerischen, wissenschaftlichen und landschaftsgestaltenden Bedeutung im öffentlichen Interesse. Beschreibung des Gartendenkmals:
  - Vegetation: gemischter Altbaumbestand aus Laub- und Nadelgehölzen, bestehend u. a. aus Rosskastanie (Aesculus hippocastanum), Rotbuche (Fagus sylvatica), Linde (Tilia spec.), Schwarzkiefer (Pinus nigra), Bergahorn (Acer pseudoplatanus), Spitzahorn (Acer platanoides).
  - Hecken und Sträucher: Zierstrauchbestand, vorrangig bestehend aus Flieder (Syringa vulgaris), Schneebeere (Symphoricarpos orbiculatus), Wildrosen (Rosa spec.), Hasel (Corylus avellana), Alpenjohannisbeere (Ribes alpinum).
  - Sonstige Schutzgüter: Blickbeziehungen in die gesamte umliegende Region.
  - Denkmalwert: landschaftsgestaltend, landesgeschichtlich.
  - Beschreibung einzelner Gartenteile:
    - Kommandantengarten: Rekonstruktion mit hölzerner Gartenlaube, Wegen und Pflanzungen, darin integriert original erhaltene Zaunpfosten, Sandsteintreppe und Sandsteinkanten sowie Altbäume (Rotbuche, Linde, Spitzahorn).
    - Lindenrondell mit geschnittenen Linden, sog. Augustusplatz: 1992 rekonstruiert, Pflanzung von 79 Linden.
    - Erdwälle mit die Böschung befestigenden Sandsteinmauern und Sandsteintreppen.
    - Landschaftlicher Teil im Osten des Geländes: geschwungene Wege mit Kanten aus Sandsteinbruchstücken, wassergebundene Decke, gemischter Laubbaumbestand (Linde, Ahorn, Hainbuche, Rotbuche, Bergulme), sowie artenreiche Krautschicht (Buschwindröschen, Salomonsiegel, Waldmeister), vereinzelte Ziersträucher (v. a. Rhododendron).

  - Neues Zeughaus: Ostseite, zwei Rosskastanien am Eingang.
  - Altes Schatzhaus: Bauerngarten mit neuer Einfriedung.
  - Kaserne B: Privatgarten, als Bauerngarten angelegt, originale Einfriedung aus Sandsteinpfosten mit Holzbalken, westlich daran anschließend wohl ehem. Obstgarten mit gleicher Einfriedung.
  - Alte Kaserne: nördlich fünf Rotdorne (Crataegus laevigata).
  - Denkmal für König Johann: Sockel polierter Granit mit Marmorbüste, gerahmt von Rhododendronpflanzung.
3. ↑  Der Erhalt der Sachgesamtheit liegt wegen ihrer geschichtlichen, künstlerischen, wissenschaftlichen und landschaftsgestaltenden Bedeutung im öffentlichen Interesse, Erstmals 1241 urkundlich erwähnt. Die Nummerierung der einzelnen Denkmale richtet sich nach den Angaben des der Denkmalliste 1992 beigelegten isometrischen Planes, Nähe Friedrichsburg König-Johann-Denkmal (bezeichnet 1881, Rückseite, Entwurf: Panzner, Otto): Denkmal für König Johann von Sachsen (Marmorbüste auf Granitpostament, mit Inschrift), auf Flst. 619b Festungsfriedhof (Ende 17. Jh., Sachgesamtheitsteil): Anlage wurde nach 1945 verwüstet, ist nur noch in ihren Umrissen zu erahnen.
  - Nummer 1: Rothe Brücke (1890, TD): Wippbrücke (Holz-/Eisenkonstruktion) als Ersatz für Zugbrücke (um 1800).
  - Nummer 2/3: Niedere (äußere) Werke (zw. 1755 und 1802): Festungswerk zur flachen Beschießung des Vorgeländes einschließlich Fläche.
  - Nummer 4: Hornravelin (zw. 1729 und 1736): kasemattiertes Außenwerk zur Verteidigung des Festungseinganges, Standort der Torwache (Sandsteinquaderbau mit Zinnenkranz und tonnengewölbtem Tordurchgang, erbaut nach Plänen von Johann Georg Maximilian von Fürstenhoff (1686–1753), seit 1790 zusätzlich mit „Spanischem Reiter“ gesichert).
  - Nummer 5: Grabenschere (mit Medusentor) (1729–1736): mit Zug- (ab 1890) Wippbrücke versehenes, kasemattiertes Außenwerk mit tonnengewölbtem Tordurchgang (im Bogenscheitel Medusenhaupt, darüber königlich-polnisches und kurfürstlich-sächsisches Wappen), Tordurchgang mit Eckquaderung, verkröpftem Gesims, Attika und Wappen, im Bogenscheitel und Schlussstein Medusenhaupt. Erbaut nach Plänen von Johann G.M. von Fürstenhoff.
  - Nummer 6: Torhaus (1589 ff., 1729–1736 Portal, 1910 Relief): mehrgeschossiger Putzbau (mit repräsentativem Portal, darüber Relief Augusts des Starken, im Keller Schießscharten, Obergeschoss für Wohnzwecke genutzt), Verteidigungsanlagen im dunklen Aufgang: Steinschmeiße, Pechnase, Balkenkalze, Fallpalisade, eiserne Tore, Tor: gequaderte Wandpfeiler mit Gebälk und Blendgiebel, im Schlussstein des Torbogens AR und polnische Krone. Im Blendaufsatz über dem Giebel Bild Augusts des Starken sowie Wappen, rechts und links Ritterrüstungen im Relief (1910!), Torhaus nach Plänen von Paul Buchner (1531–1607) erbaut.
  - Nummer 7: Kommandantenhaus (1589 ff.): Teil des Torhauses, Wohnung des Kommandanten und dessen Familie (großer, mehrgeschossiger Putzbau mit Satteldach), Nummer 6–8 ist eine zusammenhängende Baugruppe.
  - Nummer 8: Streichwehr (1589 ff.): mehrgeschossiger Putzbau, nördlich an Torhaus anschließend (erbaut zur Beschießung des Eingangsbereiches, Keller nahmen Geschütze auf, Obergeschoss für Wohnzwecke).
  - Nummer 9: Georgenburg (1619, Kernbau 14. Jh.): Ehem. Kaiserburg, nach 1619 Johann-Georgenburg (Putzbau mit zweigeschossigem, dreiachsigem Altan, Rundbogenportal und Vorhangbogenfenstern, nach 1619 als Jagdschloss, dann als Staatsgefängnis genutzt).
  - Nummer 10: Festungswerk zur Verteidigung des Eingangs, Inschrift: „JOHA GEOR II SAX IUL CLI E MO DUX ELECT M DC LXXIX“ (Johann Georg II. (Sachsen)), darüber Gesimsstück mit frei stehendem Wappen, Architekt: Wolf Caspar von Klengel (1630–1691).
  - Nummer 11: Neues Zeughaus und Caponnierengang (bezeichnet 1816): großer Putzbau (im Schlussstein des Tores bezeichnet, im Innern dreischiffige Halle mit Kreuzgratgewölben), ferner Caponnierengang mit Fallgatter, 1661 als Festsaal (Johannissaal) mit der Längsachse über dem Aufgang erbaut, besaß einen mit Falltüren versehenen Holzfußboden zur Verteidigung des Aufganges, nach Brand Wiederaufbau als Zeughaus.
  - Nummer 12: Brunnenhaus (1735/1736), Entwurf: Jean de Bodt (1670–1745): dreigeschossiger Putzbau mit Giebelrisalit und Walmdach, dazu Brunnen (Tiefe: 152,5 m) und Fördertechnik, im Giebelfeld Wappen und Krone, Brunnen abgeteuft von Freiberger und Marienberger Bergleuten unter Leitung Martin Planers (1510–1582), Wasserförderung anfangs durch Göpelwerk, später Tretrad, ab 1871 Dampfmaschine, ab 1912 Elektromotor, seit 1967 stillgelegt.
  - Nummer 13: Magdalenenburg (1621/1622, Umbau 1818/1819): Längsbau (mit Treppen- und Uhrenturm, als Renaissanceschlösschen errichtet, Umbau zum Proviantmagazin), 1725–1818 Standort des 250 000 l fassenden Riesenweinfasses.
  - Nummer 14: St. Georgs-Kapelle (Kernbau romanisch, Umbauten nach 1515, 1676, 1681 Turm, ferner 18.-20. Jh.): kleine Saalkirche (mit später angebautem Turm), urspr. Burgkapelle, nach 1515 Umbau zur Klosterkirche, 1676 Weihe als Garnisonskirche St. Georg.
  - Nummer 15: Alte Kaserne (1589/1590, halbseitig aufgestockt 1715/1716, Entwurf: Paul Buchner): zweigeschossiger, langgestreckter Bau mit Satteldach.
  - Nummer 16: Schatzhaus (1854/1855): kleiner Sandsteinquaderbau zur Aufbewahrung des sächsischen Staatsschatzes, erbaut in Form eines Pulvermagazins des 18. Jh., beschussfest.
  - Nummer 17: Hauptwache (Ende 19. Jh.): eingeschossiger kleiner Putzbau mit Satteldach.
  - Nummer 18: Kommandantenpferdestall (Ende 19. Jh.): eingeschossiger kleiner Putzbau mit Satteldach.
  - Nummer 19: Mannschaftsbaracke (1899): zweiteiliger, verbretterter Backsteinbau zur Unterbringung von Infanteristen.
  - Nummer 20: Munitionsladesystem Batterie VIII (1889–1891): unterirdische Anlage zur Vorbereitung der Munition.
  - Nummer 21: Horn und Seigerturm (nach 1601): Felsvorsprung mit Beobachtungsturm, mit Sonnenuhr und Seigerschelle.
  - Nummer 22: Kriegskaserne IV (zwischen 1767 und 1832): westlicher Teil der Kasemattenanlage, diente der Unterbringung von Soldaten, Kriegs- und Militärgefangenen und der Verteidigung (in den Schlusssteinen der Tore bezeichnet, vgl. 24, 26 und 27).
  - Nummer 24: Kriegskaserne III (1884–1885): Teil der Kasemattenanlage (vgl. 22, 26, 27 und 34).
  - Nummer 26: Bäckereikasematte (nach 1589, obere Teile 1870er Jahre, Umbau 1892): Teil der Kasemattenanlage (vgl. 22, 24, 27 und 34), als Bäckerei nachweislich seit Anf. 19. Jh. genutzt,
  - Nummer 27: Kriegskaserne II (1880): Teil der Kasemattenanlage (vgl. 22, 24, 26 und 34).
  - Nummer 28: Offizierskasino (1895, Umbau 1920er Jahre, Kernbau älter): ehem. Fleischerei und Fleischerwohnung, seit 1895 Offizierskasino (Putzbau mit Fachwerk), eingeschossiger Putzbau mit Satteldach, Mittelpavillon, links neuer Anbau (kein Denkmal), rechts ehem. Fleischerei.
  - Nummer 29: Altes Zeughaus (1594, Umbau 1871): massiver Putzbau mit Satteldach, im Innern Saal mit toskanischen Säulen und Kreuzgratgewölbe, im Obergeschoss nach 1871 Einbau von Zellen für Zivilgefangene.
  - Nummer 32: Friedenslazarett (1878): einfacher zweigeschossiger Putzbau.
  - Nummer 33: Artillerieschuppen: einfacher langgestreckter Putzbau mit Satteldach.
  - Nummer 34: Kriegskaserne I (1888/1889): Teil der Kasemattenanlage (vgl. Nummer 22, 24, 26 und 27).
  - Nummer 35: Munitionsladesystem Batterie VII: unterirdische Anlage zur Vorbereitung der Munition, mit Aufzug.
  - Nummer 37: Pestkasematte: natürliche Felsspalte, nach 1680 zur Kasematte ausgebaut, Umbau Ende 19. Jh.
  - Nummer 38: runde Beobachtungs- und Flankierungstürme aus Sandsteinquadern, nach 1600.
  - Nummer 39: Kriegspulvermagazin (1889–1891): beschussfeste unterirdische Kasemattenanlage.
  - Nummer 42: Schatzkasematte (1853): unterirdische Anlage aus drei Tonnengewölben (zuletzt als Munitionslager genutzt), mit Artillerie-Untertreteraum.
  - Nummer 44: Friedrichsburg (1589, Umbau 1731): pavillonartiger, sechseckiger Zentralbau mit doppelläufiger Freitreppe (vermutlich von M.D. Pöppelmann), ursprünglich Beobachtungs- und Flankierungsturm mit Festsaal im Obergeschoss.
  - Nummer 45: Geschossmagazin & Kriegspulvermagazin II (1735–1736, bezeichnet 1876): mit Erde ummantelter, tonnengewölbter Bau mit Sandsteinfassade, barocke Grabsteine vom Festungsfriedhof im Innern, Baupläne von J. de Bodt, nach 1883 nur noch Geschossmagazin.
  - Nummer 46: Parkzisterne (zum Sammeln von Regenwasser), vermutlich mittelalterlich.
  - Nummer 47: Kriegslazarett (1891–1893, bezeichnet 1893): eingeschossiger, unterirdischer Kasemattenbau.
  - Nummer 49: Kaserne B/Verheiratetengebäude (1897): großer, frei stehender Putzbau (zur Unterbringung verheirateter Unteroffiziere).
  - Nummer 50: Hungerturm/Rößchen (vor 1589): polygonaler Beobachtungsturm mit Verbindungsbrücke.
  - Nummer 51–58: Batteriestellungen I-VIII (ab 1870): mit Artillerie-Untertreteräumen und Ladesystemen, VII und VIII auch Einzelobjekte.
  - Rayon: Als horizontales Pendant zur Vertikalität der Festungsanlage ist er auch Bestandteil ihrer Wehrfunktion, die damit verbundene landschaftsgestaltende Bedeutung stellt heute einen wichtigen kulturellen Identifikationspunkt in Sachsen dar.
4. ↑  Produktionshauptgebäude: Putzbau mit stark vortretendem Mittelrisalit (Aufzug) und prägendem Mansarddach, Eckquaderung, Kern vor 1900, großteils aber 1930er Jahre, Papiersaal nördlich anschließend: Fassade entsprechend 1930er Jahre, Verwaltungsgebäude: dreigeschossiger Putzbau mit Eckerker und Stuckornamentik, Relief: „Auxilio Dei“, bezeichnet A.D.1920, reiche Innenausstattung (originale Treppen, Türen, Handläufe), Eingangskomplex ursprünglich u. a. Tischlerei, vor 1933 zur Portalsituation umgestaltet. Papiermühle an dieser Stelle seit dem 16. Jahrhundert, Brand 1876, auf dem Hof der Fabrik befand sich auch die ehemalige Endhaltestelle der Bielatal-Motorbahn, die für den Transport der Arbeiter wie auch der Kurgäste der Kaltwasseranstalt von Bedeutung war.
5. ↑  Fabrikantenvilla, Bielatalstraße 92
  - Villa: Eingeschossiger Putzbau mit vielteiligem Mansarddach, auf hohem Sandsteinsockel, Inschrift: „Allen denen, die uns kennen gebe Gott was sie uns gönnen Erb. 1922 W. Z.“, mit schöner Diele, originale Ausstattung, Hanglage, repräsentativer Treppenaufgang.
  - Remise: Längsbau mit überhöhten Eckbauten, Erdgeschoss Sandsteinquader, Obergeschoss verputzt, Satteldächer.
  - Villengarten: Bauliche Schutzgüter
    - Einfriedung: verputzte Mauer im Süden des Grundstücks, an den Ecken Sandsteinquaderung, unregelmäßiger Abschluss, wohl ehemals mit Holzlattenzaunfeldern,
    - Erschließung – Zugänge: Hauptzugang von Süden, große Zufahrt und Nebenpforte (Torflügel fehlen jeweils), Nebenzugang von Westen ohne Tor.
    - Wegesystem: vorhanden, zum Teil wassergebundene Decke, Pfade im nordwestlichen Teil von Bruchsteinen gefasst, Sandsteintreppen an der Nordostecke der Villa, prägende Treppe aus Beton mit Geländer von der Zufahrt zur Villa (stark baufällig), Gartenbauten: im nordwestlichen Gartenteil an der nördlichen Gartengrenze Fundament aus Sandstein (möglicherweise Bastion oder Standort Pavillon).
    - Wasserelemente: Schöpfbecken aus Sandstein im Osten der Villa, kleiner, trocken gefallener Teich (betoniertes Becken mit Bruchsteineinfassung, zeittypisch).

  - Vegetation: Einzelbäume: dendrologisch reichhaltiger Altbaumbestand aus Judasbaum (Cercis siliquastrum), Rotbuche (Fagus sylvatica), Blutbuche (Fagus sylvatica ‚Atropurpurea‘), Rotblättriger Spitzahorn (Acer platanoides ‚Schwedleri‘), Stiel-Eiche (Quercus robur), Feldahorn (Acer campestre), Bergahorn (Acer pseudoplatanus), Ginkgo (Ginkgo biloba), Hemlocktanne (Tsuga canadensis), Europ. Lärche (Larix decidua), Eibe (Taxus baccata), Fichte (Picea abies), Hecken und Sträucher: großer Zierstrauchbestand aus Rhododendron in Arten und Sorten, Bauernjasmin (Philadelphus spec.), Stechpalme (Ilex aquifolium), Magnolie (Magnolia soulangiana), Stauden: qualitätvolle Schattenstaudenpflanzung, zum Teil möglicherweise auf Originalbepflanzung zurückgehend.
  - Sonstige Schutzgüter: Bodenrelief – in mehreren Ebenen von Nord nach Süd abfallend, terrassierte Fläche nordöstlich des Schöpfbeckens, Stützmauer entlang der nördlichen Gartengrenze, Blickbeziehung: zur ehemaligen Fabrik, teilweise gestört.
6. ↑  Garten – landschaftlich gestalteter Hanggarten
  - Bodenrelief: Gelände stark nach Norden hin abfallend, im wesentlich in drei Ebenen terrassiert: oberste Terrasse südlich und südöstlich der Gebäude mit Stützmauer aus Sandstein, Stützmauer zwischen den beiden Gebäuden mit drei Rundbögen ausgestattet, zweite Ebene nördlich der Villa, unterste Ebene in Norden des Grundstücks, die beiden unteren Ebenen durch Böschungen abgefangen.
  - Erschließung: Zufahrt und Zugangsweg mit Klinker-Platten südöstlich der Villa, Zick-Zack-Wege mit kleinen Sandsteintreppchen den Hang nach unten führend.
  - Wasserelement: kleiner, trocken gefallener Teich aus Sandsteinen unterhalb eines Sandsteinfelsens östlich der Villa.
  - Ausstattung: zwei Sandsteinvasen auf den Pfeilern des Terrassengeländers östlich der Villa (eine Dritte fehlt), weitere Sandsteinvase ohne Fuß nahe dem Teich im Garten liegend (Originalstandort unbekannt).
  - Vegetation: verschiedene Koniferen u. a. Hemlockstanne (Tsuga canadensis), Eibe (Taxus baccata), Säulen-Eibe (Taxus baccata 'Fastigiata') und Buchsbaum (Buxus sempervirens), unterhalb der Villa mächtige Rhododendronbestände, außerdem Eberesche (Sorbus aucuparia) und Magnolie (Magnolia spec.) und verschiedene Obstgehölze, Ziersträucher und Farnbestände.
  - Blickbeziehungen: einfache Aussichtsplattform auf dem Sandsteinfelsen mit Blick über das Elbtal, von den oberen beiden Ebenen verschiedene Blicke nach Norden in die Flusslandschaft.
  - Einfriedung: Stützmauer aus Sandsteinquadermauerwerk mit Sandsteinpfosten eines ehem. Holzlattenzaunes entlang der nördlichen Grundstücksgrenze.
7. ↑  Friedhof Königstein – Bauliche Schutzgüter
  - Gebäude: Kapelle, Grufthaus Familie Schumann, Aufbahrungshalle. Einfriedung: Stützmauern auf Ost- und Westseite, Mauer auf der Südseite mit Pfeilern, alle Mauern Sandstein.
  - Erschließung: Zugänge: 2 Zugänge, von Norden über Rampe mit zweiflügeligem Ziergitter, im Osten in Höhe der Kapelle über Treppe.
  - Wegesystem: vorhanden, hangparallel geführte Wege, zum Teil mit Sandsteinplatten belegt, sonst wassergebundene Decke, erschlossen über vier senkrecht zum Hang verlaufende von Ost nach West durchlaufende lange Treppen aus Sandstein, die nördlichste Treppe führt direkt auf das Grufthaus der Familie Schumann.
  - Vegetation: Alleen und Baumreihen: geschnittene Lindenreihe (Tilia spec.) entlang der östlichen Stützmauer, eine zweite Lindenreihe (Tilia spec.) parallel dazu etwa in der Mitte des Friedhofs hinter der Aufbahrungshalle, davon noch zwei Linden erhalten, der Rest der Reihe als Stubben vorhanden, Einzelbäume: Blutbuche (Fagus sylvatica ‚Atropurpurea‘) am südlichen Ende des Friedhofs.
  - Sonstige Schutzgüter: Bodenrelief: Friedhof terrassenartig angelegt, Gelände fällt stark von West nach Ost, Blickbeziehung: nach Osten auf die gegenüberliegende Talseite, nach Norden zum Lilienstein.
8. ↑  Stadtkirche Königstein: Ersatz der alten Kirche 1720–1724 durch die jetzige Kirche, die unter Beratung von George Bähr (1666–1738) errichtet wurde. Beim Stadtbrand 1810 zerstört, unter Beibehaltung der Außenmauern und des Turmes wieder hergestellt 1810–28. Restaurierung seit 1995 in Gang. Klassizistische Saalkirche mit Polygonchor (5/8-Schluss) und einbezogenem Westturm. Das Äußere geprägt durch Strebepfeiler und die hohen und schmalen gerahmten Korbbogenfenster mit Verdachung, die auf 2/3-Höhe durch waagrechte Steinbalken unterteilt sind. Der Westturm mit Rechteckfenstern, das obere Freigeschoß durch abgeschrägte Kanten einem Oktogon angenähert, die Haube mit kleinen Lukarnen und aufgesetztem Spitzhelm, nach 1810. Über dem schlichten Westeingang Stadtwappen und kursächsische Wappen, um 1600 (?). Das Innere mit Emporen an beiden Längsseiten. Mächtiger klassizistischer Kanzelaltar, eine übergiebelte Säulenfront, Sandstein (Dehio Sachsen I, 1996).
9. ↑  Bauernhof, Halbestadt 25

Keller: Überwölbt. Erdgeschoss: Dreiteilung in Wohnbereich, Flur und Stall, für Bauernhäuser ungewöhnliche lichte Raumhöhe von über drei Metern, Kern des Hauses um den Flur sehr alt, u. a. mit Backofen, Einstiegesse mit waagerechter Klappe und Fußboden aus Sandsteinplatten. Zweiläufige Holztreppe über dem Kellerzugang, im Stallteil Kappengewölbe und zwei Gurtbögen, hangseitig Standplätze für Kühe, elbseitig ein geräumiger Schweinekoben, Jaucheabfluss durch eine offene Rinne über den Hof auf den tiefer gelegenen mit Sandsteinen eingefassten Mistplatz (Foto S. 32). Obergeschoss: Flur und abgehende Kammern, Innenwände aus Fachwerk. Dachstuhl und Dach: Sparrendach mit einfach stehendem Stuhl, Biberschwanz-Einfachdeckung mit Holzspließen. Sonstiges: Außenputz des Hauses alt, etliche Farbschichten – Tönungen in weiß, grau, grün, blau und ocker. Früher Brunnen vor dem Haus, verschüttet. M. Hammer.
10. ↑  Wohnhaus, Halbestadt 28
  - Keller: Außerhalb des Hauses unter dem hangseitig angebauten Heuschuppen, aus Sandsteinquadern gewölbt, L: 3,60, B: 2,80 und H: 1,95 (m), Fußboden aus Sandsteinplatten, teilweise als Obstkeller genutzt, da in größerem Umfang Obstbau betrieben wurde.
  - Erdgeschoss: Stark geneigter Flur mit Fußboden aus Sandsteinplatten, Stube, dahinter ab 1960 kleine Küche abgetrennt, Balkendecken, die in der Stube nach 1960 bemalt wurden. Heuschuppen: An das Haus nach hinten angebaut und nach 1960 vollständig erneuert, Zufahrt in den Dachraum hangseitig über einen Schubkarren-Laufsteg.
  - Obergeschoss: Flur und zwei zur Elbe gerichtete Kammern, rückseitige Fachwerkwand im Anschlussbereich des Heuschuppens teilweise ursprünglich erhalten – Lehmritzmuster und darauf dünner Kalkputz.
  - Dachstuhl und Dach: Früher als Heuboden mitgenutzt, einfach stehender Stuhl, Vollschalung und Bitumenschindeln, teilweise als Schlafstätte ausgebaut. Reste des massiven Hausteils: Keller noch innerhalb der Hausgrundfläche, überwölbt, Lüftungsöffnung über dem Türgewände, Nutzung bis 1956 als Rüben- und Kartoffelkeller. Wände des Erdgeschosses weitgehend erhalten, Türsturz (Ostseite) aus Sandstein mit Jahresangabe 1575, Türgewände zum Fachwerkteil (Westseite) kräftig gefasst. Deckenbalken teilweise erhalten, ebenfalls die Einschubtreppe in das nicht mehr vorhandene Obergeschoss. M. Hammer.
11. ↑  Im Jahre 1722 begann man im Kurfürstentum Sachsen mit der Aufstellung der Kursächsischen Postmeilensäulen. Kurfürst Friedrich August I. wollte hierdurch ein zeitgemäßes Verkehrs- und Transportleitsystem im Kurfürstentum aufbauen, um Handel und Wirtschaft zu fördern. Er beauftragte mit Generalvollmacht Magister Adam Friedrich Zürner (1679–1742) mit der Durchführung. Das System der Postmeilensäulen umfasste Distanzsäulen, Viertelmeilensteine, Halb- und Ganzmeilensäulen. Die Distanzsäulen sollten in den Städten vor den Stadttoren, später nur auf den Marktplätzen aufgestellt werden. Entlang der Poststraßen wurden Viertelmeilensteine, Halb- und Ganzmeilensäulen aufgestellt. Sie erhielten eine fortlaufende Nummerierung (Reihennummer), beginnend vom Anfang der Vermessung. Die Ganzmeilensäulen wurden außerhalb der Städte an den Poststraßen im Abstand von 1 Meile (= 9,062 km) aufgestellt. Die Distanzsäulen waren mit dem Monogramm „AR“ für „Augustus Rex“, dem kursächsisch und polnisch-litauischen Doppelwappen sowie der polnischen Königskrone gekennzeichnet. Die Ganzmeilen-, Halbmeilensäulen und Viertelmeilensteine waren alle ähnlich beschriftet, alle trugen kein Wappen, aber das Monogramm „AR“. Die Entfernungsangaben erfolgten in Wegestunden (1 Stunde= ½ Postmeile = 4,531 km).
Dieses Meilensystem war das erste europäische Verkehrsleitsystem. Der hier betrachteten Säule kommt als Teil des überregional bedeutenden Postwegesystems eine hohe verkehrsgeschichtliche Bedeutung zu.